# Die Simpsons
Die Simpsons (Originaltitel: The Simpsons) ist eine von Matt Groening geschaffene, vielfach ausgezeichnete US-amerikanische Zeichentrickserie des Senders Fox, die seit 1989 produziert wird. Sie ist die am längsten laufende US-Zeichentrick- und Primetimeserie. Bisher entstanden in 36 Staffeln 790 Episoden, am 27. Juli 2007 erschien außerdem der Kinofilm Die Simpsons – Der Film.

## Handlung
Im Mittelpunkt der Serie steht die Familie Simpson, bestehend aus den Eltern Homer und Marge sowie ihren Kindern Bart, Lisa und Maggie. Die Handlung persifliert häufig Aspekte des US-amerikanischen Alltags- und Familienlebens wie Fast Food, Fernsehen, Religion, Korruption etc. Diese werden karikiert und dadurch auch – offen und versteckt – kritisiert.
Hauptschauplatz ist die fiktive US-Stadt Springfield, einer der häufigsten Ortsnamen in den Vereinigten Staaten (siehe Springfield (Ortsname)). Auf diese Weise wird versucht, die Trivialität der Handlungssituation auszudrücken: Springfield kann in jedem Bundesstaat sein, existiert aber in Wirklichkeit nicht. Verstärkt wird dieser Effekt durch den Running Gag, dass entweder vermieden wird, den Bundesstaat zu verraten, in dem die Simpsons leben, oder aber irreführende Bemerkungen zur Lage gemacht werden. Die Simpsons wohnen in Springfield in der 742, Evergreen Terrace.

## Geschichte

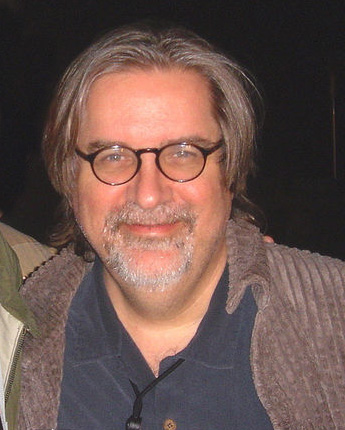
Matt Groening, Schöpfer der Serie

James L. Brooks wurde durch die Comicserie Life in Hell auf Matt Groening aufmerksam. Er rief Groening 1985 an und fragte, ob er etwas für die Tracey Ullman Show zeichnen wolle. Bei dem vereinbarten Treffen soll Groening dann einigen Quellen zufolge erfahren haben, dass er etwas Neues und Außergewöhnliches präsentieren sollte. So zeichnete er in 15 Minuten die Figuren zur Serie. Hierbei soll ihm auch die Idee gekommen sein, dass Homer in einem Kernkraftwerk arbeitet. In einem Interview verriet er jedoch, dass er sich bei besagtem Treffen entschlossen habe, nicht, wie ursprünglich geplant, aus der Comicserie Life in Hell eine Fernsehserie zu machen, da er dadurch, wie er erfahren musste, die Rechte an Life in Hell abgegeben hätte. Stattdessen entwickelte er dann spontan die Idee zur Serie Die Simpsons. Die Simpsons wurden erstmals am 19. April 1987 als Kurzfilm in der Tracey Ullman Show gesendet. Die Figuren waren zu diesem Zeitpunkt noch äußerst schlicht und unausgereift gezeichnet, da Matt Groening die Rohentwürfe den Animatoren in der Hoffnung übergab, diese würden für den nötigen Feinschliff sorgen; stattdessen übertrugen sie die Skizzen ohne weitere Veränderungen. 1989 wurde die Idee vom Fernsehsender FOX zu einer Fernsehserie ausgebaut, die vom Studio Akom in Südkorea animiert wurde. Deren Pilotfolge Es weihnachtet schwer wurde am 17. Dezember 1989 ausgestrahlt und erreichte ein Publikum von knapp 27 Millionen Zuschauern. Als offiziell erste Folge der ersten Staffel sendete FOX am 14. Januar 1990 Bart wird ein Genie. Seitdem laufen Die Simpsons dort wöchentlich. Bereits nach einem Jahr erreichte die Serie eine große, teilweise fanatische Anhängerschar und genoss Kultstatus.
Die Serie wurde in den ersten drei Staffeln von der Produktionsfirma Klasky Csupo produziert. Seit der vierten Produktionsstaffel ist Film Roman dafür verantwortlich. Mit der zehnten Episode der 20. Staffel wurde die Serie am 16. Februar 2009 erstmals in HD ausgestrahlt.
In den USA ist Die Simpsons die langlebigste Prime-Time-Serie und zugleich die bisher erfolgreichste Zeichentrickserie. 1997 überholte die Serie die Familie Feuerstein als die am längsten laufende US-amerikanische Zeichentrickserie zur Prime Time und bekamen damit einen Eintrag im Guinness-Buch der Rekorde. 2004 wurden Die Simpsons von Scooby-Doo bei der Anzahl der Episoden überholt, konnten den Titel jedoch 2005 zurückerobern. Im Jahr 2009 wurde die Serie die am längsten laufende Sitcom und die Serie mit den meisten Emmy-Awards. Mit der 636. Episode löste Die Simpsons Rauchende Colts als langlebigste Primetimeserie ab.
Anfang 2019 wurde die Serie um eine 31. und 32. Staffel verlängert. Im Januar 2023 wurde bekannt, dass die Serie um eine 35. und 36. Staffel verlängert wird. Im April 2025 wurde die Verlängerung der Serie um vier Staffeln (Staffel 37 bis 40) bis zur Saison 2028/29 bekannt. Im Rahmen der Vereinbarung zwischen Fox und den Disney Television Studios erhalten auch Family Guy (Staffel 24 bis 27), Bob’s Burgers (Staffel 16 bis 19) und American Dad! (Staffel 20 bis 23) jeweils vier weitere Staffeln. Aus Planungs- und Kostengründen werden die Staffeln auf 15 Episoden reduziert.
Ihre Erstausstrahlung im deutschen Sprachraum hatte die Serie am 28. Februar 1991 auf Premiere. Am 13. September 1991 wurde sie erstmals im Free-TV im ZDF gezeigt. Seit 1994 wird sie auf ProSieben ausgestrahlt und war zudem auch bei Sat.1 Comedy zu empfangen. In Österreich läuft die Serie auf ORF 1 und in der Schweiz lief sie auf SF zwei im Zweikanalton, bis sie auf 3 Plus TV wechselte. Als auf den Schweizer Kabelfrequenzen von ProSieben im August 1999 das Fenster RTL/ProSieben Schweiz startete, konnte man nicht mehr Simpsons im Vorabendprogramm anschauen. Es gab starke Kritik von Fans, dass die Serie nicht mehr empfangbar sei. SF2 entschied sich, die Simpsons noch im selben Monat ins Vorabendprogramm zu nehmen. ProSieben verschob einen Monat später den Sendetermin seinerseits, um nicht mit dem RTL/ProSieben-Fenster zu kollidieren.

## Episoden
In den USA wird 2022/23 die 34. Staffel ausgestrahlt, somit wurden bisher über 700 Folgen der Simpsons gezeigt. Premiere hatte die Sendung am 17. Dezember 1989 auf FOX, in Deutschland fand die Premiere am 13. September 1991 im ZDF statt. Mit Anlaufen der vierten Staffel im April 1994 übernahm ProSieben die Ausstrahlung der Simpsons in Deutschland und führt diese seitdem fort.
Ab der 29. Staffel gab es jedoch Ausnahmen. So hatten sechs Folgen dieser Staffel ihre Erstausstrahlung im deutschsprachigen Raum auf dem österreichischen Sender ORF eins. Mit der Veröffentlichung von Disney+ im deutschsprachigen Raum am 24. März 2020 waren dort die ersten 30 Staffeln der Simpsons verfügbar, jedoch waren zu diesem Zeitpunkt noch nicht alle Folgen der 30. Staffel auf ProSieben ausgestrahlt worden, womit fünf Folgen dieser Staffel ihre Erstausstrahlung auf Disney+ hatten. Ähnlich war es bei der 31. Staffel. Die komplette Staffel wurde am 27. November 2020 auf Disney+ veröffentlicht, als noch nicht alle Folgen auf ProSieben ausgestrahlt worden waren. Somit fand auch hier bei sechs Folgen die Erstausstrahlung bei Disney+ statt. Die 33. Staffel wurde erstmals am 3. Januar 2022 auf ProSieben ausgestrahlt, allerdings wurde sie nach elf Folgen seit dem 14. März 2022 pausiert. Die restlichen elf Folgen der Staffel erschienen auf Deutsch zunächst am 28. September 2022 auf Disney+ und wurden vom 12. Dezember 2022 bis zum 27. Februar 2023 (mit einer Unterbrechung am 26. Dezember) im Wochenrhythmus auf ProSieben erstmals im frei empfangbaren Fernsehen ausgestrahlt.

## Figuren

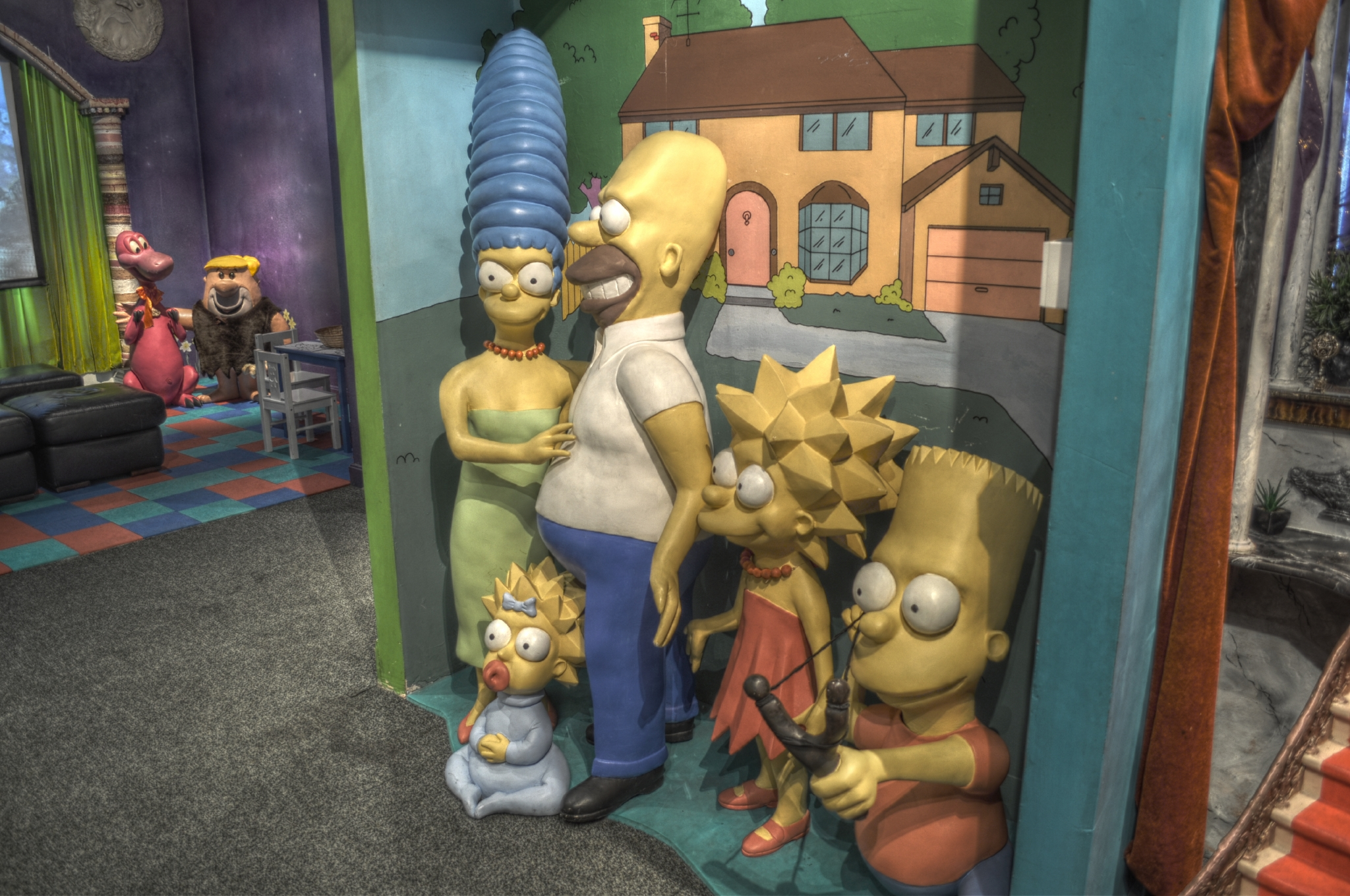
Die Simpsons-Familie als Wachsfiguren

Typisch für Die Simpsons ist, dass sich der Großteil der personellen Besetzung in den einzelnen Folgen aus einem zwar breiten, aber überschaubaren Spektrum an Springfield-Bewohnern bildet. Die Haupthandlung der einzelnen Folgen wird jedoch immer von den Angehörigen der Familie Simpson getragen, hauptsächlich von Homer, Marge, Bart und Lisa Simpson. Maggie Simpson nimmt meistens nur passiv an den Haupthandlungen teil.

### Homer J. Simpson

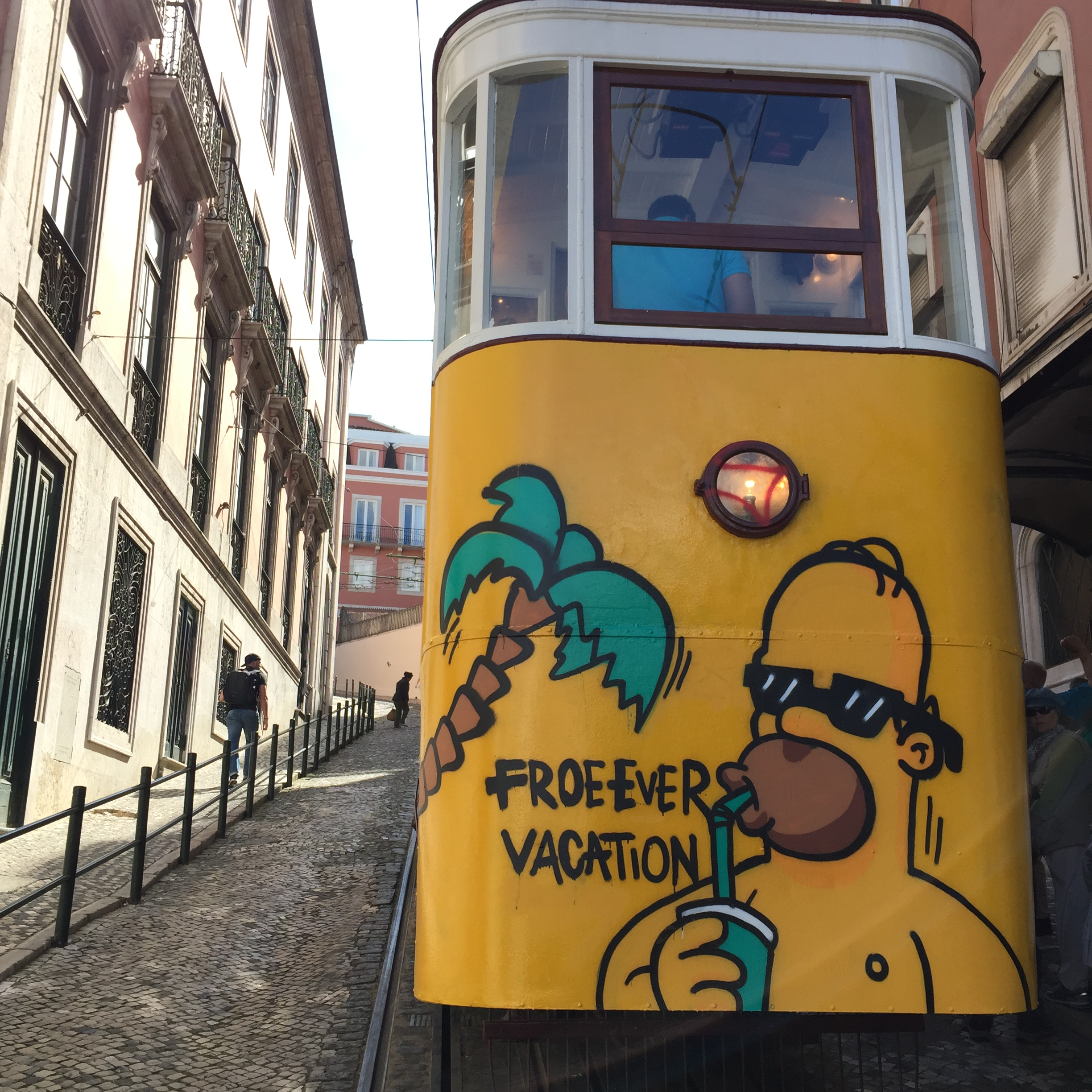
Graffito

Homer Jay Simpson ist das Familienoberhaupt der Simpsons, Ehemann von Marge und Vater von Bart, Lisa und Maggie. Sein Alter schwankt je nach Episode zwischen 36 und 42 Jahren. Er arbeitet im Springfielder Kernkraftwerk als Sicherheitsinspektor im Sektor 7G, obwohl er nahezu keinerlei berufliche Qualifikationen besitzt. In den ersten Folgen hatte er keine besondere Stellung. Sein Chef ist Charles Montgomery Burns.
Homer ist eine faule „Couch-Potato“, infantil und vergnügungssüchtig, besitzt eine geringe Aufmerksamkeitsspanne, ein niedriges Reflexionsniveau und neigt außerdem zu drastischen Gefühlsausbrüchen. Er hat eine Essstörung und nach Feierabend betrinkt er sich häufig in Moes Taverne mit seinem Lieblingsgetränk, Duff-Bier. Homer ist die Überzeichnung des klassischen Antihelden, der trotz auffallender charakterlicher Mängel durchaus Sympathieträger ist. Er verfolgt keine bösen Absichten und wird in den meisten Folgen als zwar teilweise desinteressierter, aber dennoch aufrichtiger Familienmensch gezeigt. In den älteren Staffeln war Homer mehr um seine Familie bemüht. Homer bekam anfangs immer Wutausbrüche, wenn Lisa und Bart ihn „Homer“ anstatt „Daddy“ nannten.
Matt Groening, der Erfinder der Simpsons, benannte Homer nach seinem Vater.

### Marge Simpson
Marjorie „Marge“ Simpson, geborene Bouvier, die 34-jährige Ehefrau von Homer und Mutter von Bart, Lisa und Maggie, ist die gute Seele im Hause Simpson. Sie lebt in aufopfernder Zuwendung für ihre Familie und führt den Haushalt. Aus dieser Rolle bricht sie nur selten aus; sie verdrängt ihre Gefühle oft; wenn sie jedoch dann ausbrechen, wird es ernst. Sie ist im Gegensatz zu Homer kulturell interessiert. Zudem ist sie eine ausgezeichnete Malerin, die in ihrer Jugend Kunst studiert hat. Sie vertritt starke moralische Grundsätze (auch wenn sie nicht unbedingt die Gabe besitzt, diese rational zu begründen), die sie auch in der Erziehung an die Kinder weiterzugeben versucht. Sehr selten verfällt sie der Spielsucht, was aber nie lange andauert. Ihr größtes Markenzeichen ist ihre blaue Turmfrisur. Die Figur ist angelehnt an Margaret „Marge“ Groening, die Mutter von Matt Groening.

### Bart Simpson

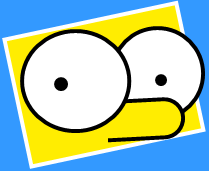
Ein Ausschnitt des Gesichts von Bart

Bartholomew „Bart“ Jo-Jo Simpson, alias „El Barto“, alias „Bartman“, ist der zehnjährige Sohn von Homer und Marge und zwei Jahre und 38 Tage älter als Lisa. Er besucht die vierte Klasse der Grundschule in Springfield, die von Rektor Seymour Skinner geleitet wird. Seine Klassenlehrerin ist Miss Edna Krabappel. Bart ist der typische Klassenclown, ausnehmend frech und frühreif. Seine bekannten Schwächen liegen in seiner geringen Fähigkeit, sich zu konzentrieren, und seiner Shrimps-Allergie. Sein bester Freund ist Milhouse van Houten. Bart liebt es, Skateboard zu fahren und hinterlässt sein Alias überall in der Stadt; in einigen Folgen sind diese Graffiti auf oder in Gebäuden in Springfield zu sehen.
Bart ist ein Anagramm für brat, was im Englischen ein ungezogenes, sich schlecht benehmendes Kind bedeutet. Bart war außerdem die erste der Simpsons-Figuren, da Matt Groening ursprünglich eine Geschichte über einen frechen und ungezogenen Jungen erzählen wollte. Ähnlich wie Matt Groenings Vorname ist auch der Name Bart biblischen Ursprungs: Matthew (Matthäus) und Bartholemew (Bartholomäus).

### Lisa Simpson
Lisa Marie Simpson, acht Jahre alt, ist das zweite der Simpson-Kinder und mit einem IQ von 159 nach Cattell-Skala (entspricht einem IQ von 139 nach der Wechsler-Skala) hochbegabt. Sie besucht die zweite Klasse der Grundschule von Springfield unter der Leitung von Miss Hoover. Dort gehört sie zu den Vorzeigeschülern der Schule und wird von ihren Mitschülern deswegen oft als Streberin gehänselt. Sie hat auch keine echten Freunde oder Freundinnen, weswegen sie oft sehr traurig und verzweifelt ist. Dann versucht sie krampfhaft, sich auf die Ebene der anderen zu stellen, was ihr nie lang gelingt. Sie spielt Baritonsaxophon, ist Vegetarierin, Buddhistin und Umweltschutzaktivistin. Lisa fühlt sich von der Welt und im Speziellen von ihrer Familie missverstanden. Homer hat ein besonderes Verhältnis zu Lisa; er ist über die Maßen stolz auf seine kleine Tochter, was sich darin äußert, dass er sogar bereit ist, mit ihr in ein Museum einzubrechen. Wenn Lisa etwas von ihm will, lautet die Gegenfrage immer: „Ja, was ist denn, mein Schatz?“. Auch ansonsten versucht Homer, Lisa zu helfen, wo er nur kann.
Lisa war auch der Name von Matt Groenings Schwester.

### Maggie Simpson
Margaret „Maggie“ Simpson ist mit einem Jahr das jüngste Mitglied der Familie. Sie trägt mit wenigen Ausnahmen einen blauen Schlafsack-Strampelanzug, welcher dafür verantwortlich ist, dass sie häufig bei dem Versuch zu gehen mit einem dumpfen Geräusch auf den Bauch fällt, und nuckelt fast immer an ihrem Schnuller. Maggie besitzt für ihr Alter außergewöhnliche Fähigkeiten. Dies drückt sich unter anderem dadurch aus, dass sie minimale, unbewusst gegebene Handzeichen Lisas versteht oder auf einem pentatonischen Metallophon Teile der Nussknacker-Suite spielen kann. Innerhalb der Familie findet sie jedoch nur selten Beachtung, und kommt auch in den meisten Episoden nicht über den Part einer Nebenrolle hinaus. In der Episode Am Anfang war das Wort spricht sie ihr erstes Wort: „Daddy“. Oscar-Preisträgerin Elizabeth Taylor lieh der kleinen Maggie dafür ihre Stimme. Als sie das sagte, war sie jedoch alleine im Zimmer. Somit denken die anderen Familienmitglieder in der Folge Es war einmal in Homerika, Maggie spreche zum ersten Mal, als sie mehrmals hintereinander das Wort „Ja“ mit norwegischem Akzent sagt. Im Abspann des Kinofilms spricht Maggie ein weiteres Mal ihr erstes Wort, das in der deutschen Version „Fortsetzung?“ lautet. In wenigen Episoden hatte mindestens eine der Figuren die Möglichkeit, in die Zukunft zu blicken. In diesen ist Maggie durchaus in der Lage zu sprechen, wird aber immer unterbrochen. Auch Maggies Name stammt aus Matt Groenings Familie – eine seiner Schwestern heißt ebenfalls Margaret, wird aber Maggie gerufen.

## Besetzung/Synchronisation

### Englische Originalfassung

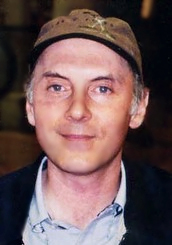
Dan Castellaneta (2004)
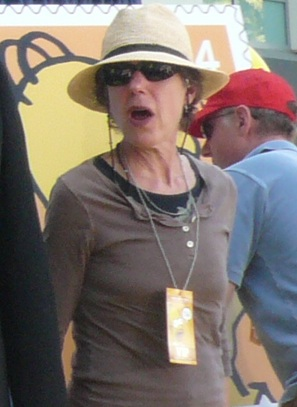
Julie Kavner (2009)
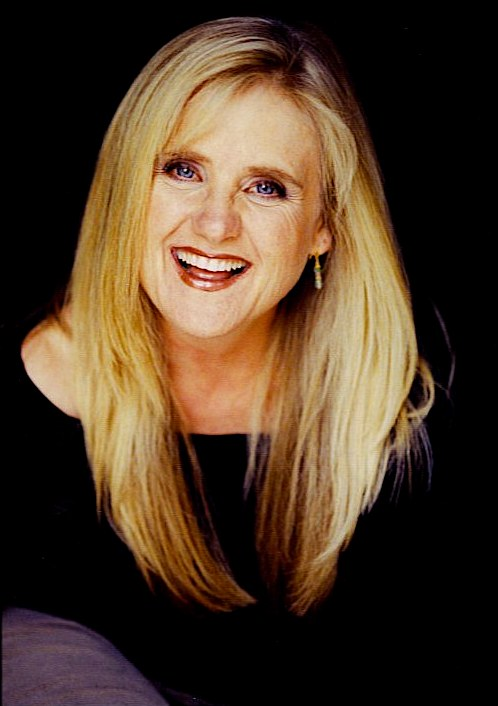
Nancy Cartwright (2007)
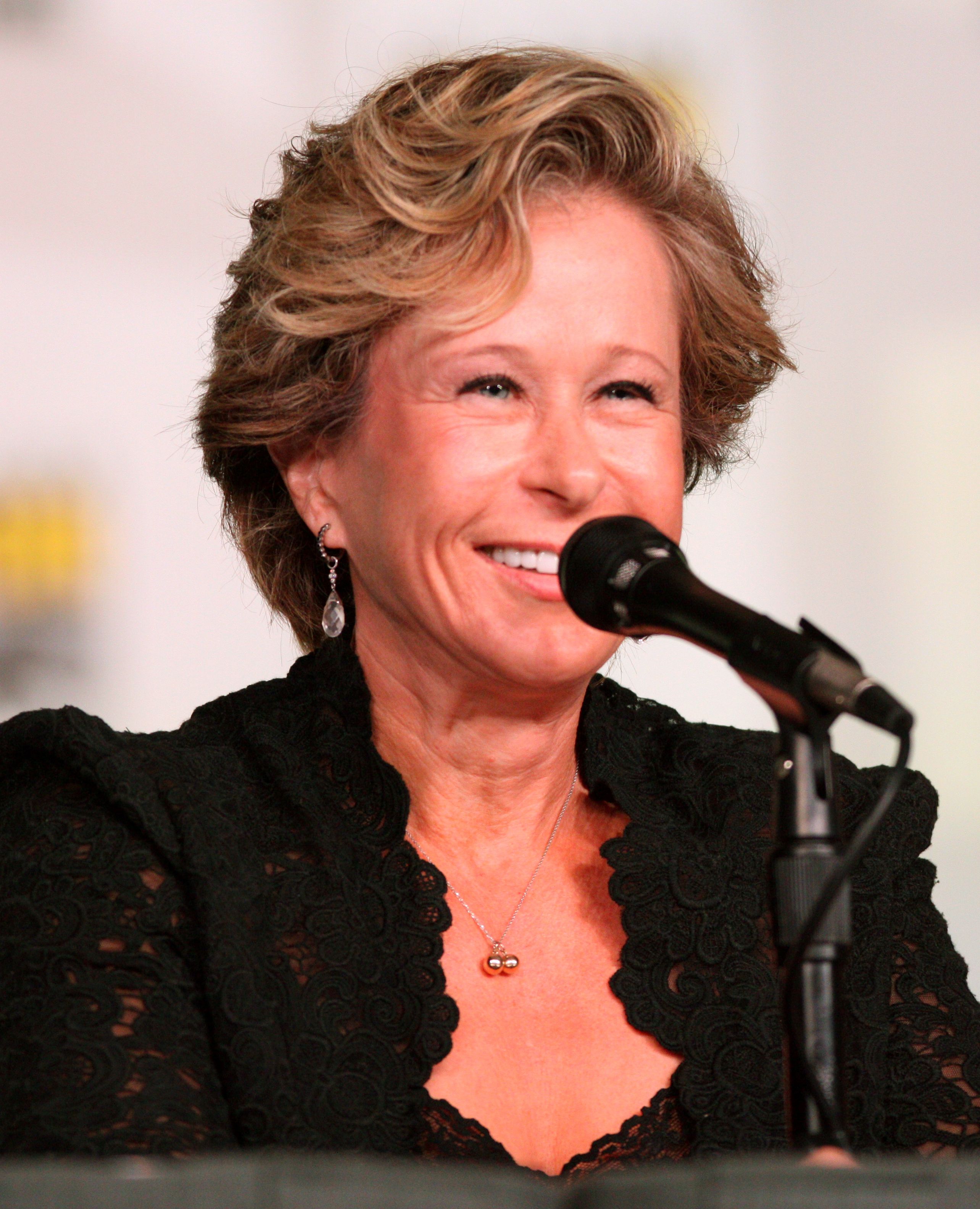
Yeardley Smith (2012)
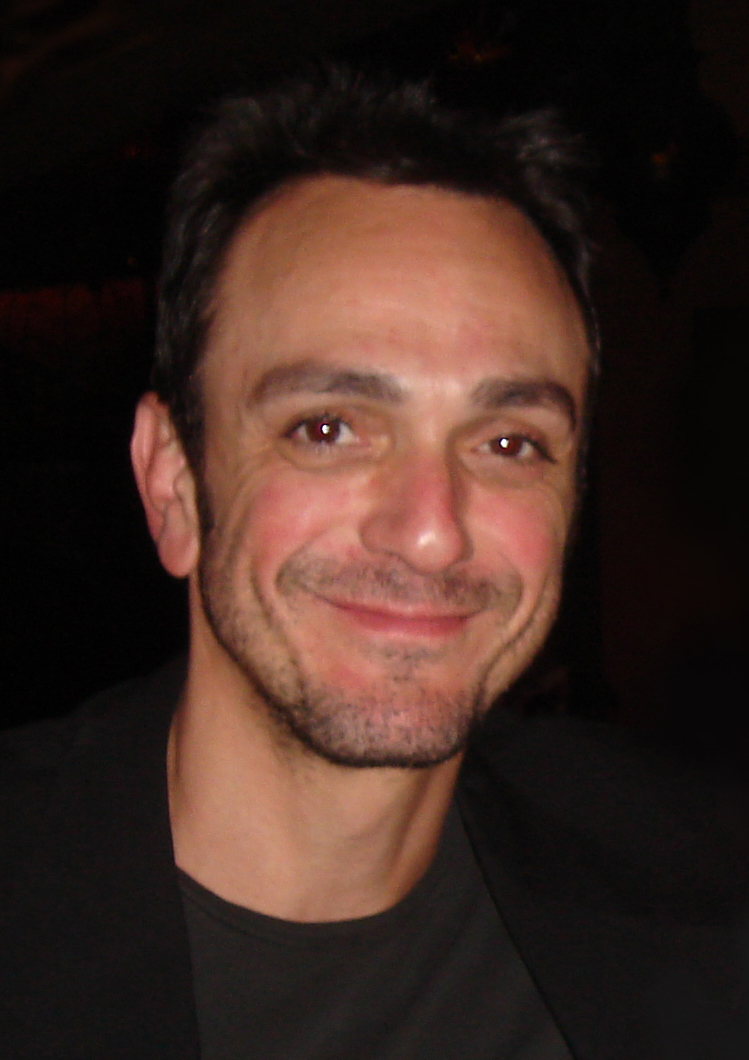
Hank Azaria (2005)
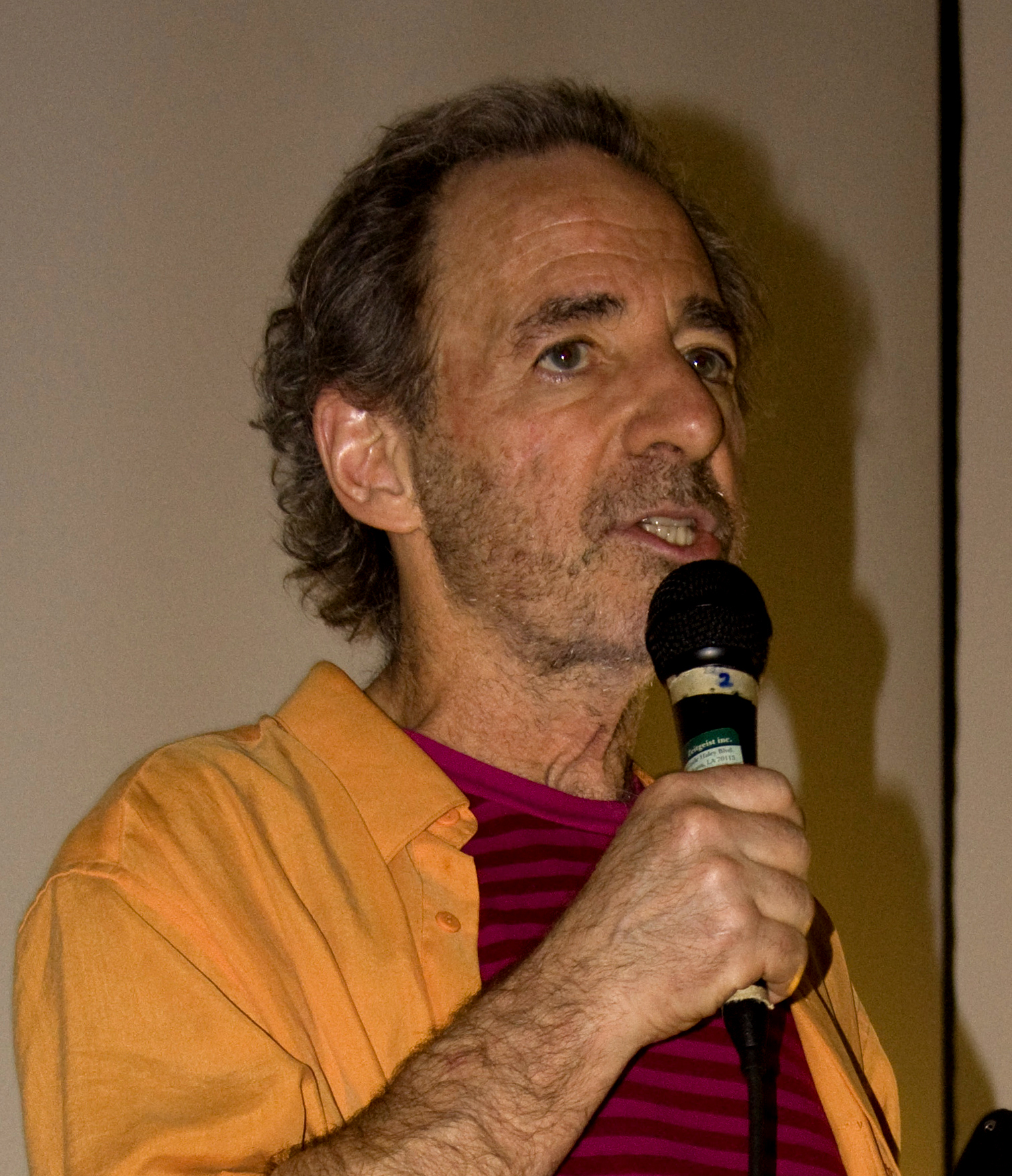
Harry Shearer (2009)

Die englische Sprachfassung hat sechs Hauptsprecher, die von Beginn an im Einsatz sind: Dan Castellaneta, Julie Kavner, Nancy Cartwright, Yeardley Smith, Hank Azaria und Harry Shearer. Diese sprechen die Hauptcharaktere und jeweils diverse Nebenrollen. Jeweils mehrere Nebenrollen werden bzw. wurden gesprochen von Pamela Hayden, Tress MacNeille, Marcia Wallace, Maggie Roswell und Russi Taylor. Castellaneta und Kavner gehörten bereits zum Cast der Tracey Ullman Show.
Am Beginn der Serie erhielten die Hauptsprecher der Serie 30.000 US-Dollar pro Episode, die Gage wurde mehrfach angehoben. Steigende Gagenforderungen der Sprecher wurden erfüllt, da Matt Groening einen Austausch der Sprecher stets ablehnte. Dan Castellaneta und Julie Kavner belegten im Jahr 2010 die Plätze drei und vier bei den bestbezahlten TV-Serienstars. 2011 gab es einen Streit zwischen FOX und den Synchronsprechern der Simpsons, da der Sender deren Gage um 45 Prozent kürzen wollte. In diesem Zusammenhang wurde von einer möglichen Absetzung der Serie berichtet. Kurz darauf kam es zu einem Kompromiss, der die Produktion von weiteren Staffeln sicherte.
Eine Besonderheit ist, dass viele Charaktere, deren Sprecher starben, aus der Serie genommen werden. So verschwanden nach der Ermordung des Synchronsprechers Phil Hartmann im Jahr 1998 dessen Rollen des Schauspielers Troy McClure und des Anwalt der Simpsons Lionel Hutz aus der Serie, ebenso die Rolle der Lehrerin Edna Krabappel nach dem Tod von Marcia Wallace im Jahr 2013.
Mit mehr als 600 Gastauftritten hält die Serie den Weltrekord für die meisten Gaststars in einer TV-Serie. In zahlreichen Folgen traten prominente Musiker, Schauspieler, Fernsehmoderatoren und Sportler als Gäste auf. Ihre gezeichneten Alter Egos wurden in der englischsprachigen Originalfassung zumeist von den realen Prominenten synchronisiert. Für die Gastauftritte (ehemaliger) US-Präsidenten mussten an Stelle der Originale Stimmimitatoren gefunden werden. Hingegen war der ehemalige britische Premierminister Tony Blair bereit, seine Zeichentrickfigur selbst zu synchronisieren. Auch der Physiker Stephen Hawking ließ es sich nicht nehmen, seiner Figur die eigene Stimme, genauer gesagt die seines Sprachcomputers, zu leihen. Darüber hinaus synchronisieren Prominente ab und an Figuren, die mit ihnen selbst nichts zu tun haben. Als Adelung der Serie durch die Hochkultur wurde der Auftritt des Schriftstellers Thomas Pynchon gewertet, der nach 40-jähriger Medienabstinenz einen Gastauftritt hatte und zum ersten Mal wieder zu hören war. Whistleblower Julian Assange trat in der 500. Folge mit dem Titel Fern der Heimat auf.
Im Juni 2020 verkündete die Produktionsfirma, dass farbige Figuren nicht mehr von Weißen gesprochen werden. Die Umbesetzung begann mit der 32. Staffel. Im September 2020 wurde bekannt gegeben, dass die Rolle des Carl Carlson von Alex Désert übernommen wird.
Der US-amerikanische Historiker Ben Schmidt erstellte 2014 eine Software, mit der der Text aller Simpsons-Folgen (soweit zugänglich) nach dem Vorkommen einzelner Wörter durchsucht werden kann. Solche Statistiken bilden nach Schmidt den sprachlichen und auch den geistigen Wandel der Gesellschaft ab.

### Deutsche Sprachfassung

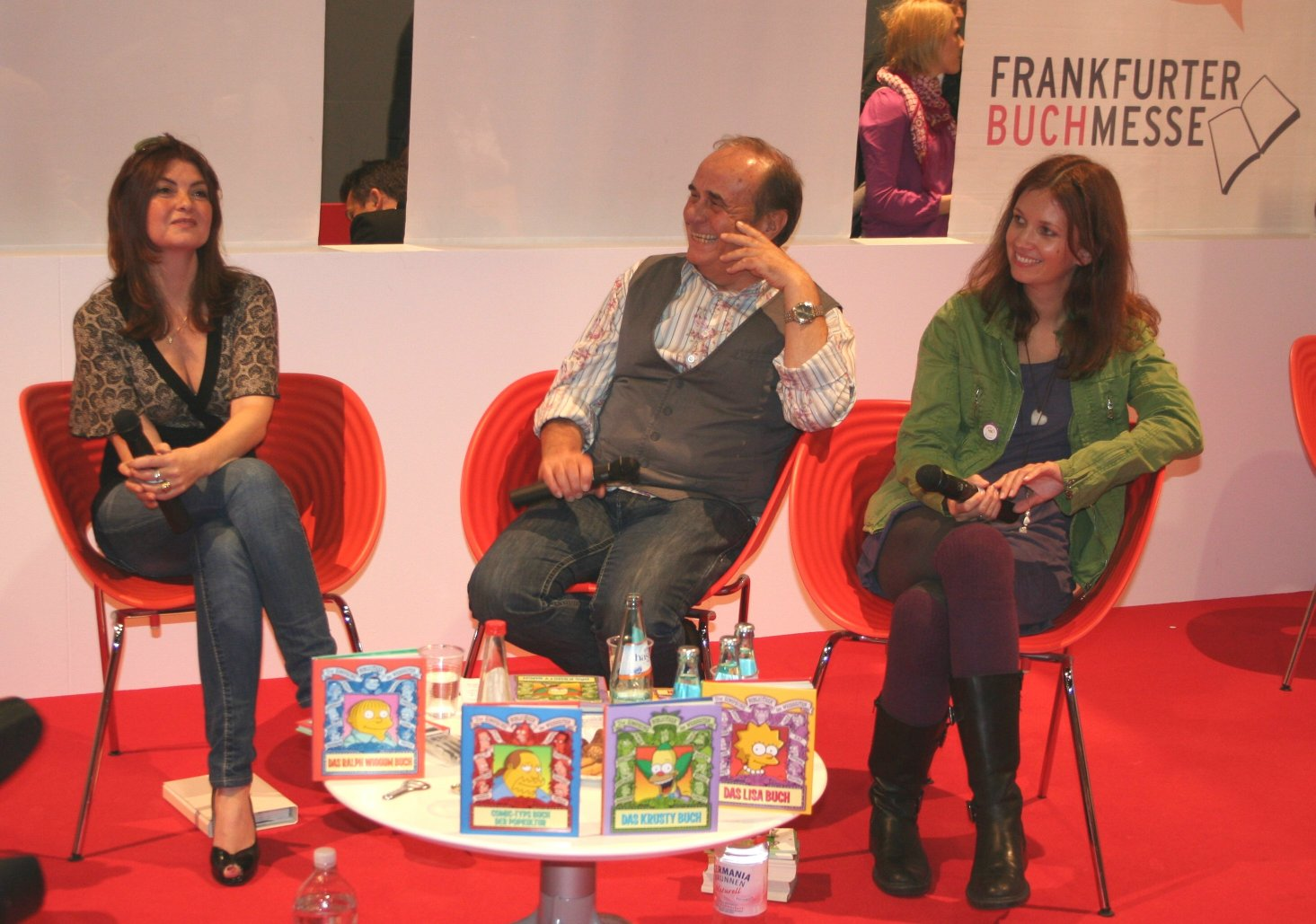
Die Synchronsprecher Beate Pfeiffer (Ralph Wiggum), Hans-Rainer Müller (Krusty der Clown) und Sabine Bohlmann (Lisa Simpson) auf der Frankfurter Buchmesse 2010 (v. l. n. r.)

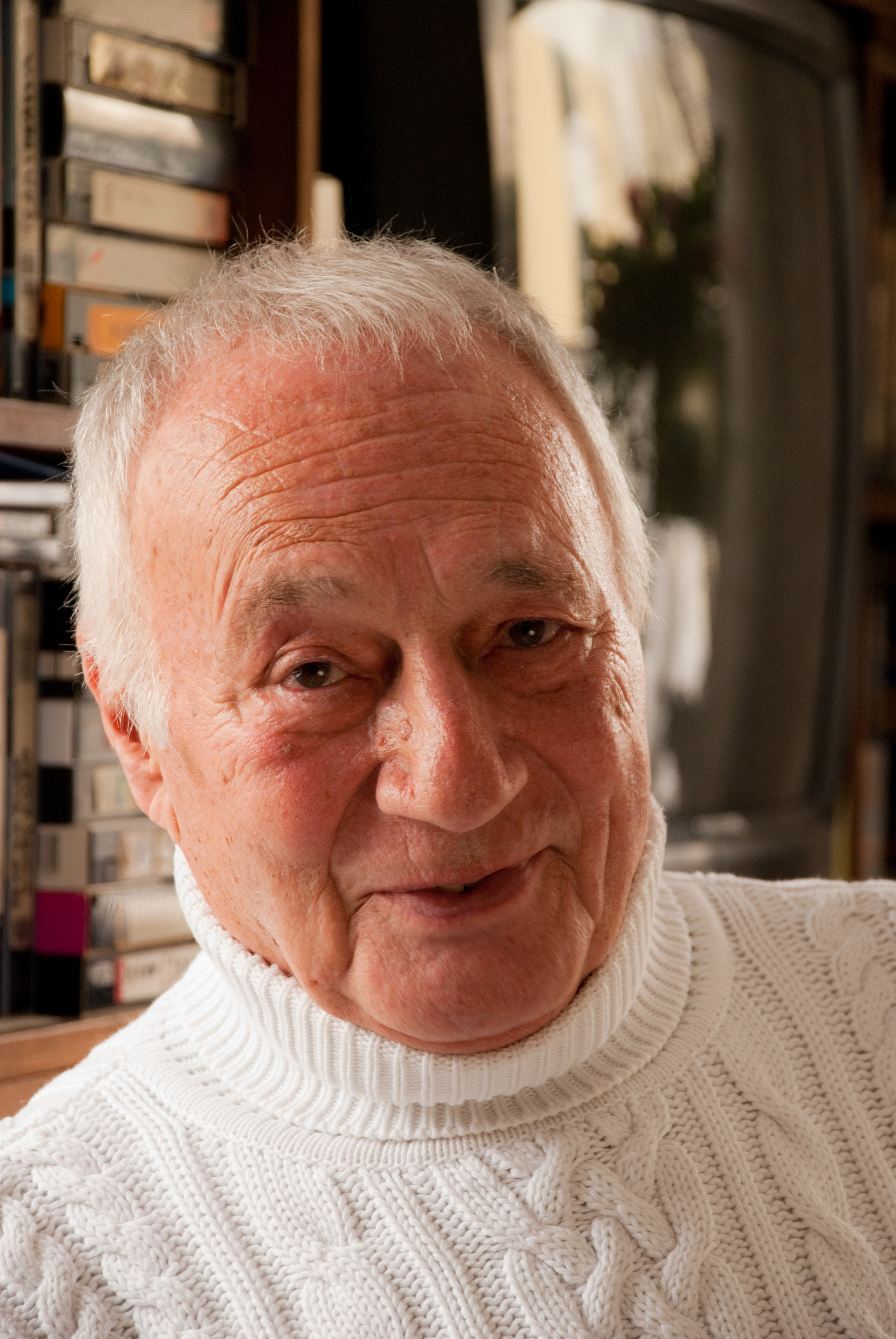
Norbert Gastell war bis zu seinem Tod die deutsche Stimme von Homer Simpson

Die ersten drei Staffeln (mit Ausnahme der Folge Der vermisste Halbbruder) sowie die Folge Bühne frei für Marge wurden durch das Münchner Unternehmen Elan-Film unter der Leitung von Siegfried Rabe für das ZDF synchronisiert. Die Serie wurde danach von ProSieben übernommen, die das konzerneigene Synchronstudio BetaTechnik beauftragten und Ivar Combrinck als Dialogbuchautor, Synchronregisseur und Synchronsprecher einsetzten. In den ersten zehn Staffeln ist der Austausch einiger Synchronsprecher erkennbar, seither ist aber diesbezüglich eine weitgehende Stabilität eingetreten. Seit Combrincks Tod im September 2006 ist Matthias von Stegmann für die deutsche Fassung verantwortlich und leiht diversen Figuren seine Stimme. Stegmann arbeitete davor bereits als Synchronsprecher für die Serie. So sprach er in der zweiten und dritten Staffel die Figur des Asiaten Akira. Die Figur spricht er mittlerweile auch wieder.
Anders als in der Originalfassung wurde ab der vierten Staffel der Off-Sprecher eingeführt, da in vielen Folgen Schilder und Wörter mit englischen Texten vorkommen, diese werden in der deutschen Version von Butz Combrinck und Ivar Combrinck auf Deutsch übersetzt vorgelesen. Seit der achtzehnten Staffel gibt es in der Serie keinen Off-Sprecher mehr, da man sich mehr auf das Original konzentrieren wolle.
Als im Sommer/Herbst 2006 binnen weniger Wochen die Synchronsprecher Elisabeth Volkmann und Ivar Combrinck starben, wechselten bei Marge Simpson sowie einigen Nebenfiguren wie Patty und Selma, Reverend Lovejoy und Tingeltangel-Bob die deutschen Stimmen. Zu diesem Zeitpunkt waren die Synchronarbeiten für die 17. Staffel gerade in vollem Gange; die Leitung wurde bis auf weiteres Matthias von Stegmann übertragen. Anke Engelke übernahm die Rolle der Marge, obwohl Angelika Bender bereits einige Folgen als Marge aufgenommen hatte. Bender spricht seit diesem Zeitpunkt nur noch Patty und Selma.
Nachdem am 26. November 2015 Homer Simpsons Sprecher Norbert Gastell starb, übernahm ab der 27. Staffel Christoph Jablonka die Rolle. Eigentlich sollte Gastell die Rolle des Rektor Seymour Skinner synchronisieren und der Kabarettist Hans Jürgen Diedrich die des Homer, aber Diedrich gab die Rolle nach einem Tag direkt wieder ab.
Ende 2013 starb Reinhard Brock und Anfang 2014 ging Michael Rüth in Ruhestand. Grampa Simpson, Mr. Burns, Barney Gumble und Hans Maulwurf bekamen somit neue deutsche Stimmen. Der Synchronsprecher von Ned Flanders, Ulrich Frank, ging 2016 in Ruhestand. Die Rolle übernahm Claus-Peter Damitz. Im September 2016 starb der Synchronsprecher Donald Arthur, der u. a. Kent Brockman seine Stimme lieh. Die Rolle übernahm William Cohn.
Ein häufiger Kritikpunkt an der deutschen Sprachfassung ist die Qualität der Übersetzungen. Dabei bestehen die Fehler häufig zum einen in einer wörtlich zwar richtigen Übersetzung, die jedoch im Kontext unsinnig ist, oder aber es werden Begriffe übersetzt, die nur im Englischen beziehungsweise sinngemäß übertragen ihre Bedeutung im Kontext zur US-amerikanischen Popkultur behalten hätten.
Bei den Gastauftritten von Prominenten wird im Falle von Schauspielern versucht, deren entsprechende deutsche Stimme zu verpflichten. Bei Sängern, wie z. B. Michael Jackson oder Barry White, die sowohl Sprech- als auch Gesangsparts haben, wurden die Lieder nach Möglichkeit nicht synchronisiert, bei den Sprechpassagen wird versucht, eine passende Synchronstimme zu finden.

### Liste der Synchronsprecher
| Figur                                    | Originalsprecher                                                              | Synchronsprecher | Zeitraum dt. Stimme                                                                    |
| Familie Simpson                          | Familie Simpson                                                               | Familie Simpson | Familie Simpson                                                                        |
| ---------------------------------------- | ----------------------------------------------------------------------------- | --- | -------------------------------------------------------------------------------------- |
| Homer J. Simpson                         | Dan Castellaneta                                                              | Norbert Gastell Christoph Jablonka | S01–S26 S27–Heute sowie neue Szenen in 3x07 und 22x02                                  |
| Marge Simpson                            | Julie Kavner                                                                  | Elisabeth Volkmann Anke Engelke Angelika Bender Margot Rothweiler                                                                            | S01–S17x11 S17x12–Heute einige Szenen in S17x04 & S17x07 neue Szenen auf DVD in S02x08 |
| Bart Simpson                             | Nancy Cartwright                                                              | Sandra Schwittau | Durchgehend                                                                            |
| Lisa Simpson                             | Yeardley Smith                                                                | Sabine Bohlmann Beate Pfeiffer | S01–Heute eine Szene in S07x25                                                         |
| Maggie Simpson                           | Nancy Cartwright                                                              | Sabine Bohlmann | Durchgehend                                                                            |
| Abraham „Grampa“ Simpson                 | Dan Castellaneta                                                              | Walter Reichelt Ulrich Bernsdorff Horst Raspe Michael Rüth Hans-Rainer Müller                                                                | S01–S08 S09 S10–S15 S16–S24 S25–Heute                                                  |
| Mona Simpson †                           | Maggie Roswell (S01–S06) Glenn Close (S07–S31) Tress MacNeille (S10x06)       | Inge Solbrig Dagmar Dempe | S01–S15 S19–S31                                                                        |
| Jacqueline Bouvier                       | Julie Kavner                                                                  | Elisabeth Volkmann Alice Franz Margit Weinert Eva-Maria Lahl Angelika Bender                                                                 | S01–S04 S02x07 S04x13 S05&S06 Mitte S17–Heute                                          |
| Patty Bouvier                            | Julie Kavner                                                                  | Gudrun Vaupel Elisabeth Volkmann Angelika Bender                                                                                             | S01 S02–Mitte S17 Mitte S17–Heute                                                      |
| Selma Bouvier                            | Julie Kavner                                                                  | Ursula Mellin Elisabeth Volkmann Angelika Bender                                                                                             | S01 S02–Mitte S17 Mitte S17–Heute                                                      |
| Familie Flanders                         |                                                                               | |                                                                                        |
| Ned Flanders                             | Harry Shearer                                                                 | Frank Röth Ulrich Frank Claus-Peter Damitz                                                                                                   | S01 S02–S26 S27–Heute                                                                  |
| Maude Flanders †                         | Maggie Roswell (S01–S11x03, S14–Heute) Marcia Mitzman Gaven (S11x04–S11x14)   | Michaela Amler Manuela Renard | S01–S02 S03–S11 & Später                                                               |
| Todd Flanders                            | Nancy Cartwright                                                              | Michèle Tichawsky Jennifer Böttcher Beate Pfeiffer Caroline Combrinck Natascha Geisler Shandra Schadt                                        | S02–S03 S03 ? ?–S15 S16–S28 S29–Heute                                                  |
| Rod Flanders                             | Pamela Hayden                                                                 | Michèle Tichawsky Natascha Geisler Caroline Combrinck Beate Pfeiffer                                                                         | S02–S03 ? ?–S15 S16–Heute                                                              |
| Kernkraftwerk Springfield                |                                                                               | |                                                                                        |
| Mr. Burns                                | Christopher Collins (S01) Harry Shearer (S02–Heute)                           | Reinhard Brock Kai Taschner | S01–S24 S25–Heute sowie eine Szene in 3x07                                             |
| Waylon Smithers                          | Harry Shearer                                                                 | Gerhard Acktun Hans-Georg Panczak | S01–S02 S03–Heute                                                                      |
| Lenny Leonard                            | Harry Shearer                                                                 | Bernd Simon versch. Ulf-Jürgen Wagner Erich Ludwig Andreas Seyferth                                                                          | S01 S02–S04 S05–Mitte S32 Mitte S32–S33 S34–Heute                                      |
| Carl Carlson                             | Hank Azaria (S01–S31) Alex Désert (S32–Heute)                                 | versch. Klaus Kessler Peter Musäus | S01–S03 S04 S05–Heute                                                                  |
| Grundschule Springfield                  |                                                                               | |                                                                                        |
| Rektor Seymour Skinner                   | Harry Shearer                                                                 | Fred Klaus Klaus Guth Jo Vossenkuhl | S01–S13 S14–S31 S32–Heute                                                              |
| Oberschulrat Gary Chalmers               | Hank Azaria                                                                   | Joachim Höppner Berno von Cramm Fritz von Hardenberg Reinhard Brock                                                                          | S04x04 S06–S08 & S18–Heute S09–S15 S16–S17                                             |
| Hausmeister Willie                       | Dan Castellaneta                                                              | Werner Abrolat Michael Habeck Peter Thom Thomas Rauscher                                                                                     | S02 & S04–S07 S03 S08–S09 S10–Heute                                                    |
| Edna Krabappel †                         | Marcia Wallace                                                                | Gudrun Vaupel Inge Solbrig | S01–S03 S04–S25                                                                        |
| Elizabeth Hoover                         | Maggie Roswell (S02–S10x15, S15–Heute) Marcia Mitzman Gaven (S12x18 & S13x20) | Manuela Renard | Durchgehend                                                                            |
| Schüler der Grundschule Springfield      |                                                                               | |                                                                                        |
| Milhouse van Houten                      | Pamela Hayden                                                                 | Michaela Amler Hubertus von Lerchenfeld | S01–Heute S04x20                                                                       |
| Martin Prince                            | Russi Taylor (S01–S31x04) Grey DeLisle (S31x06–Heute)                         | Gabor Gomberg Inez Günther Michèle Tichawsky                                                                                                 | S01 S02–S03 S04–Heute                                                                  |
| Ralph Wiggum                             | Nancy Cartwright                                                              | Alana Horrigan Manou Lubowski Inez Günther Beate Pfeiffer                                                                                    | S01x01 S04x04 S04x15 Mitte S04–Heute                                                   |
| Uter Zörker                              | Russi Taylor                                                                  | Rainer Guldener Niko Macoulis Caroline Combrinck                                                                                             | S05 & S07 S06 & S09–S10 S16–Heute                                                      |
| Nelson Muntz                             | Nancy Cartwright                                                              | versch. Dirk Meyer Waldemar Wichlinski Wolfgang Schatz                                                                                       | S01–S03 S04x04–S05x01 S05x08–S06x10 S06x14–Heute                                       |
| Film und Fernsehen                       |                                                                               | |                                                                                        |
| Herschel Krustofski/ „Krusty, der Clown“ | Dan Castellaneta                                                              | Hans-Rainer Müller | Durchgehend                                                                            |
| Kent Brockman                            | Harry Shearer                                                                 | Werner Abrolat (u. a.) Donald Arthur William Cohn Thomas Albus                                                                               | S01 S02–S27x11 S27x12–S33 S34–Heute                                                    |
| Pedro Chespirito/ „Hummelmann“           | Hank Azaria                                                                   | Ivar Combrinck Gudo Hoegel | S01–Mitte S17 Mitte S17–Heute                                                          |
| Melvin van Horn/ „Tingeltangel-Mel“      | Hank Azaria                                                                   | versch. Ivar Combrinck Wolfgang Schatz Peter Musäus Axel Malzacher                                                                           | S02–S03, S05, S07, S09 S04, S10–S17x09 S06 S08 S17x15–Heute                            |
| Rainier Wolfcastle                       | Harry Shearer                                                                 | Holger Schwiers Willi Röbke Thomas Albus | S02x12 S03–S16 S17–Heute                                                               |
| Troy McClure                             | Phil Hartman Dan Castellaneta (S02x16 & S03x03)                               | versch. Frank Muth Ivar Combrinck Thomas Albus                                                                                               | S02x13–S03x15 S03x23–S05x07 S05x21, S07x24, S08 & S10 S09                              |
| Ärzte                                    |                                                                               | |                                                                                        |
| Dr. Marvin Monroe                        | Harry Shearer                                                                 | Manfred Erdmann Gerhard Jilka | S01–S05, S15x10 & S26x04 S29x21                                                        |
| Dr. Julius Hibbert                       | Harry Shearer                                                                 | Klaus Guth Berno von Cramm Fritz von Hardenberg Reinhard Brock                                                                               | S02–S04 S05–S08, S17–S17x10 & S25–Heute S09–S15 S16 & S17x11–S24                       |
| Dr. Nick Riviera                         | Hank Azaria                                                                   | Michael Habeck Karl-Heinz Krolzyk Tonio von der Meden Niko Macoulis Ivar Combrinck Hans-Georg Panczak                                        | S02 S03 S04 S05–S13 S14–Mitte S17 Mitte S17–Heute                                      |
| Wiederkehrende Figuren                   |                                                                               | |                                                                                        |
| Moe Szyslak                              | Hank Azaria                                                                   | Bernd Simon Gudo Hoegel | S01–S28 S29–Heute                                                                      |
| Barney Gumble                            | Dan Castellaneta                                                              | Gernot Duda Michael Rüth Thomas Albus | S01–S14 S15–S24 S25–Heute                                                              |
| Chief Wiggum                             | Hank Azaria                                                                   | Gernot Duda Michael Habeck Thomas Rau Pat Zwingmann                                                                                          | S01 S02–S03 S04–S32 S33–Heute                                                          |
| Apu Nahasapeemapetilon                   | Hank Azaria                                                                   | Peter Musäus Tobias Lelle | S01 S02–S29x01                                                                         |
| Manjula Nahasapeemapetilon               | Jan Hooks (S09–S14) Tress MacNeille (S15–Heute)                               | Natascha Geisler | Durchgehend                                                                            |
| Comicbuchverkäufer                       | Hank Azaria                                                                   | versch. Ulrich Bernsdorff Reinhard Brock Manfred Erdmann Gerhard Jilka                                                                       | S02–S07 S05x01, S07x12, S07x15 & S08–S10 S14 S11–S13 & S15–S28 S29–Heute               |
| Bürgermeister Joseph Quimby              | Dan Castellaneta                                                              | versch. Gerd Rigauer Randolf Kronberg Michael Schwarzmaier                                                                                   | S01–S03 S04–S05x01 S05–S17 S18–Heute                                                   |
| Robert Terwilliger / „Tingeltangel-Bob“  | Kelsey Grammer                                                                | Randolf Kronberg Ivar Combrinck Christian Tramitz                                                                                            | S01 & S03 S05–S17x08 S19–Heute                                                         |
| Anthony „Fat Tony“ D’Amico               | Joe Mantegna                                                                  | Manfred Erdmann Willi Röbke Tommi Piper Dirk Galuba                                                                                          | S03x04, S06x15, S11x11 & S13x05 S07 & S14–Heute S08 S10 & S12                          |
| Prof. Jonathan Frink                     | Hank Azaria                                                                   | Tobias Lelle Ivar Combrinck Willi Röbke Peter Musäus Kai Taschner                                                                            | S04 S06–S07 & S10–Mitte S17 S08x07 S08–S09 Mitte S17–Heute                             |
| Kirk van Houten                          | Hank Azaria                                                                   | versch. Peter Musäus Fritz von Hardenberg Reinhard Brock Claus Brockmeyer                                                                    | S03–S07 S08–S09 (oft) S10–S15 S16–S24 S25–Heute                                        |
| Lionel Hutz                              | Phil Hartman                                                                  | Christoph Lindert Berno von Cramm Ivar Combrinck                                                                                             | S02–S04 S05–Anfang S07 Anfang S07–S09                                                  |
| Gil Gunderson                            | Dan Castellaneta                                                              | Ivar Combrinck Tobias Lelle | S09–S16 S17–Heute                                                                      |
| Reverend Timothy Lovejoy                 | Harry Shearer                                                                 | Ulrich Bernsdorff Günter Clemens Michael Schwarzmaier Willi Röbke Ivar Combrinck Walter von Hauff                                            | S01 S02 (oft) Ende S02–Anfang S04 Ende S08–S11 S04–S07 & S12–Mitte S17 Mitte S17–Heute |
| Helen Lovejoy                            | Maggie Roswell (S01–S10x14, S15–Heute) Marcia Mitzman Gaven (S12x12–S14x04)   | Linda Joy Bettina Kenter Astrid Polak Michaela Amler Inge Solbrig                                                                            | S01 S02 S03–S17 S17 S18–Heute                                                          |
| Otto Mann                                | Harry Shearer                                                                 | Gudo Hoegel Niko Macoulis | S01–S04 S05–Heute                                                                      |
| Cletus Spuckler                          | Hank Azaria                                                                   | Ulrich Frank Peter Musäus | S08 S09–Heute                                                                          |
| Brandine Spuckler                        | Tress MacNeille                                                               | Manuela Renard Eva Maria Lahl | S08–S09 S14–Heute                                                                      |
| Chester „Snake“ Turley                   | Hank Azaria                                                                   | Crock Krumbiegel Gernot Duda Willi Röbke | S03 S05 S06–Heute                                                                      |
| Duffman                                  | Hank Azaria                                                                   | Benedikt Weber Bert Franzke Ivar Combrinck Thomas Albus                                                                                      | S09x21 S11x16 S13–S15 S15–Heute                                                        |
| Kang                                     | Harry Shearer                                                                 | Alexander Allerson Ulf J. Söhmisch Ivar Combrinck Willi Röbke                                                                                | S02x03 S03x07 S05–S14 S15–Heute                                                        |
| Kodos                                    | Dan Castellaneta                                                              | Gernot Duda Alexander Allerson Willi Röbke Hans-Georg Panczak Ivar Combrinck Thomas Albus                                                    | S02x03 S05x05 S06–S14 S08x09 S15–Mitte S17 Mitte S17–Heute                             |
| Zahnfleischbluter Murphy †               | Ron Taylor                                                                    | Fred Klaus Donald Arthur | S01–S03 S06x01 & S06x22                                                                |
| Hans Maulwurf                            | Dan Castellaneta                                                              | Gernot Duda Michael Rüth Erich Ludwig Werner Abrolat Gerd Rigauer Peter Thom Manfred Schmidt Horst Raspe Hans-Rainer Müller Andreas Seyferth | S05–S14 S15–S24 S25–? S02x14 & S05x05 S03x21 S04 S08x05 S11x21 S25x03 S34–Heute        |
| Jasper Beardley                          | Harry Shearer                                                                 | Werner Abrolat Gernot Duda Ulrich Bernsdorff Michael Rüth Ulf-Jürgen Söhmisch Klaus Münster                                                  | S01–S05x17 S05x02 & S08–S13 S05x20, S08 & S10 S15–S24 S25–S26 S27–Heute                |
| Agnes Skinner                            | Tress MacNeille                                                               | Margit Weinert Alice Franz Eva-Maria Lahl | S08–S13 S14 & S15 S16–Heute                                                            |
| Off-Sprecher                             |                                                                               | Butz Combrinck |                                                                                        |

S = Staffel

? = unbekannt

### Die Simpsonsauf österreichischem Bairisch
Am 23. Dezember 2020 wurde die Episode Weihnachten in Florida (30x10) in ORF eins erstmals mit einer alternativen Synchronfassung gezeigt. Darin werden die Charaktere von österreichischen, prominenten Persönlichkeiten in österreichischem Bairisch gesprochen:
- Homer Simpson: Robert Palfrader
- Marge Simspon: Chris Lohner
- Bart Simpson: Paul Pizzera
- Lisa Simpson: Yasmin Hafedh

In den Nebenrollen sind unter anderem Robert Reinagl (u. a. Frosty), Hilde Dalik (Jeanie), Andi Knoll (u. a. Reverend Lovejoy), Angelika Niedetzky (Brandine), Eric Papilaya (Chief Wiggum), Gregor Seberg (Moe), Alexander Absenger (u. a. Lenny), Bernd Birkhahn (Grampa) und Herbert Haider (u. a. Milhouse) zu hören. Das Dialogbuch stammt von Gregor Barcal-Korrak und wurde in den MG Sound Studios in Wien aufgenommen.
Die österreichische Synchronfassung der Simpsons weist einige Unterschiede in der Anrede verschiedener Personen auf. Als Marge Simpson von dem glücklosen Geschäftsmann Gil Gunderson auf der Straße erkannt und angesprochen wird, spricht er Marge als Frau Simpson an und nicht als Mrs. Simpson. In einer weiteren Szene, als sich Marge im Wohnzimmer aufhält und eine Katze auf ihrem Schoß sitzen hat, die sie offenbar für die eigene Hauskatze Snowball hält, spricht Lisa ihre Mutter als Mama an und weist sie darauf hin, dass es sich hierbei nicht um die Katze der Simpsons handelt. Als Homer seinem Sohn Bart mitteilt, dass sie nun endlich Weihnachten feiern können, nennt er ihn Bartl und nicht Bart.
Im Folgejahr gab es im Oktober nochmals zwei Folgen auf österreichischem Bairisch.

## Markenzeichen der Serie

### Stil des Humors
Die Serie bedient sich zum einen typischer Elemente kindlichen Humors – so finden sich Elemente der absurden Komödie bis hin zum Slapstick; der Humor basiert auf der ständigen Durchbrechung von Erwartungshaltungen. Darüber hinaus bindet der Humor der Serie den Zuschauer über eine Reihe immer wiederkehrender Running Gags (Bart: „Ay caramba!“, Homer: „Neinn!“ („D’oh!“), Marge brummt, Maggie fällt hin oder nuckelt an ihrem Schnuller, Barney rülpst, Burns sagt: „Ausgezeichnet!“, Nelson sagt: „Haha!“, Homer würgt Bart usw.).
Zum anderen spricht der Witz der Serie ebenso den „reiferen“ Humor an, indem er immer wieder Kritik an der (US-amerikanischen) Gesellschaft übt oder beispielsweise auf vergleichsweise alte Filme anspielt. Es handelt sich daher weder eindeutig um eine Serie für Kinder noch um eine Serie ausschließlich für Erwachsene.

### Entwicklung der Figuren
Der hintergründige Humor und die Charakteristika der einzelnen Figuren entwickelten sich erst nach und nach. Im Laufe der Zeit machten die Figuren äußerlich wie inhaltlich eine Wandlung durch. Dies betrifft zumindest die erste Staffel, in der die Figuren noch auffällig grob gezeichnet waren, beispielsweise mit kleineren Augen und eckigeren Umrissen. Am auffälligsten sind Barts Freund Milhouse van Houten, Clancy Wiggum, der Polizeichef von Springfield, und Barkeeper Moe, die alle drei zunächst noch schwarze Haare hatten. Auch einige kleine Nebenrollen hatten noch ein anderes Aussehen, als man es mittlerweile gewohnt ist.
Die Folgen etwa ab der zehnten Staffel werden von frühen Fans der Serie kritisiert, da sie in ihren Augen alberner und schlechter charakterisiert seien und die Anspielungen ihre Subtilität verloren hätten. Kritisiert werden vor allem die Abkehr vom Realismus, die Erzwungenheit der überhandnehmenden Slapstickwitze im Gegensatz zur leichtfüßigen, intelligenten Komik der alten Staffeln und Homers Charakterwandel zum sogenannten „Jerkass Homer“ (Vollidiot-Homer). Bereits in der siebten Staffel (Episode 10: Die 138. Episode, eine Sondervorstellung) wird selbstironisch innerhalb der Serie darauf eingegangen. Dagegen finden häufig jüngere Fans, dass die neuen Staffeln der heutigen Zeit mehr entsprechen und im Humor bissiger und satirischer seien.
Wie für amerikanische Zeichentrickserien üblich, werden die Figuren im Laufe der Zeit nicht älter und am Ende einer Folge (spätestens zu Beginn der nächsten) findet immer eine Rückkehr zum status quo ante statt, wie er auch sonst typisch für Serien der 1980er Jahre ist (z. B. Magnum). Jedoch erinnern sich die einzelnen Personen dann aber doch an Ereignisse aus vergangenen Folgen und entwickeln sich weiter. Besonders im Zusammenhang mit Krusty, der sich nie daran erinnert, dass Bart und Lisa ihm schon öfter geholfen haben, und der Abstellkammer im Haus der Simpsons, die sich im Laufe der Serie mit Requisiten aus früheren Folgen füllt, wird diese Eigenart anderer Serien sogar nochmals persifliert. Die grundlegenden Verhältnisse ändern sich jedoch bis auf einige Ausnahmen nie. Eine Auswahl der bedeutendsten Ausnahmen:
- Mehrere Figuren sterben im Laufe der Geschichte, u. a. Zahnfleischbluter Murphy (6. Staffel), Maude Flanders (11. Staffel), Mona Simpson (19. Staffel), Edna Krabappel (25. Staffel), Rabbi Hyman Krustofski (26. Staffel) und Larry (35. Staffel).
- Die Simpsons nehmen den Hund Knecht Ruprecht bei sich auf, nachdem sie ihn bei der Hunderennbahn in Springfield gefunden haben.
- Homer erhält einen besseren Job im Kernkraftwerk.
- Lisa wird Buddhistin und Vegetarierin.
- Ned Flanders kündigt seinen ursprünglichen Bürojob und eröffnet seinen eigenen Laden. Seine Frau Maude stirbt, er lebt mehrere Staffeln lang als alleinerziehender Witwer, später heiratet er Edna Krabappel. Nachdem diese ebenfalls stirbt, ist er erneut alleinstehend.
- Edna Krabappel hat über mehrere Staffeln hinweg eine Beziehung mit Seymour Skinner, dann trennen sie sich und sie hat wechselnde Partner, bis sie in Staffel 23 Ned Flanders heiratet und in Staffel 25 stirbt.
- Der Psychologe Dr. Marvin Monroe verschwindet aus der Serie und taucht in Staffel 15 aufgrund eines Metagags nochmals kurz auf.
- Apu Nahasapeemapetilon heiratet und bekommt mit seiner Frau Manjula Achtlinge. Da der Originalsprecher, Hank Azaria, die stereotype Darstellung eines Inders nicht mehr zeitgemäß fand, tritt diese Figur seit der 30. Staffel nicht mehr in Sprechrollen auf.
- Die van Houtens lassen sich scheiden und kommen Jahre später wieder zusammen.
- Barney wird Anti-Alkoholiker und ist daraufhin nicht mehr betrunken, sondern nur noch nüchtern und gepflegt mit Kaffeetasse statt Bierkrug in Moes Taverne anzutreffen. Später wird er rückfällig.
- Patty outet sich, nachdem sie ursprünglich auch Interesse an Männern gezeigt hatte, als lesbisch.
- Ein Running Gag ist, dass Selmas Nachname immer länger wird, da sie die Nachnamen ihrer Ex-Männer behält. Sie adoptiert ein chinesisches Baby, Ling, das auch in späteren Folgen zu sehen ist.
- Der Comicbuchverkäufer („Comic Book Guy“), anfangs als übergewichtiger, von Popkultur und Sammlerobjekten besessener Eigenbrötler und ewiger Junggeselle stereotypisiert, findet im Verlauf der Serie eine Partnerin, die Japanerin Kumiko, die er später heiratet.

Die Treehouse-of-Horror-Episoden halten sich bezüglich der Kontinuität an überhaupt keine Regeln. Sie beginnen und enden meist mit völlig anderen dramaturgischen Verhältnissen (zum Beispiel mit dem Tod mehrerer Figuren).

### Ablauf einer Folge und Kontinuität
Die meisten Folgen beginnen mit einer kürzeren Geschichte, deren Ende die Grundlage für die hauptsächliche Handlung bildet und die oft bis auf das verbindende Element kaum mit der Haupthandlung zu tun hat. Weiterhin wird in manchen Episoden der primäre Handlungsstrang durch eine meist autonom verlaufende Nebenhandlung ergänzt. Manchmal wird dabei die Tatsache einer solchen Nebenhandlung aufs Korn genommen, indem sie auf unterschiedliche Arten als im Gegensatz zur Haupthandlung recht unnötig dargestellt wird. Mit Ausnahme der Doppelfolgen Wer erschoss Mr. Burns?, Der große Phatsby, Krieg der Priester und A Serious Flanders sind alle Simpsons-Folgen eine abgeschlossene Geschichte. Jede Folge beginnt grundsätzlich mit derselben Ausgangssituation, mit der sie – bis auf wenige Ausnahmen – auch wieder endet. Einige Ereignisse und ihre Nachwirkungen bleiben über die Folge, in der sie geschehen sind, bestehen, andere wiederum haben keinen nachhaltigen Einfluss, wie dass manche Gebäude und Straßen in Springfield ständig die Position und Anordnung wechseln, um der jeweiligen Folge gerecht zu werden, oder dass Hans Maulwurf häufig in Situationen mit für ihn tödlichem Ausgang gerät, aber dennoch immer wieder lebendig zu sehen ist.

### Eröffnungssequenz
Die Eröffnungssequenz, mit der die Simpsons-Episoden beginnen, setzt sich sowohl aus fixen als auch von Episode zu Episode unterschiedlichen Szenen zusammen. Auch die Länge der Sequenz variiert durch Weglassen einzelner Szenen und durch unterschiedlich lange Couch-Gags; dadurch soll die unterschiedliche Länge der einzelnen Folgen ausgeglichen werden, so dass jede Episode in Summe etwa die gleiche Länge von rund 21 Minuten hat. Eine Ausnahme bilden die Treehouse-of-Horror-Episoden, die über spezielle Eröffnungen verfügen.
Die Eröffnungssequenz – in ihrer Langform – beginnt mit einem Kamera-Zoom in den Simpsons-Schriftzug samt blauem Himmel und Quellwolken. Danach nähert sich die Kamera der Springfielder Grundschule und zeigt durch ein offenes Fenster Bart, wie er zur Strafe einen Satz mehrmals mit Kreide auf die Tafel schreibt (der sogenannte Tafel-Gag). Beim Läuten der Schulglocke verlässt Bart auf einem Skateboard die Schule, danach sieht man Homer beim Beenden seiner Schicht im Kernkraftwerk. Die nächste Szene zeigt Marge und Maggie beim Einkaufen im Supermarkt, wobei Maggie vom Verkäufer gescannt und mit in die Tüte verpackt wird. Anschließend verlässt Lisa – immer noch Saxophon spielend – vorzeitig den Musikunterricht, da sie sich nicht an die vorgegebenen Noten gehalten hat (Lisas Saxophon-Solo). Danach sind die Familienmitglieder auf dem Heimweg zu sehen, dabei gibt es eine schnelle Ansicht der Straße, in der einige Bewohner Springfields zu sehen sind. Anschließend treffen die Simpsons fast gleichzeitig vor der Garage ihres Hauses ein. Homer flüchtet vor der sich hupend nähernden Marge ins Haus, wo sich die Familie letztlich gemeinsam auf die Couch vor den Fernseher setzt (der sogenannte Couch-Gag).
In der ersten Staffel war die Eröffnungssequenz ein wenig anders, in der ersten Folge kam sie überhaupt noch nicht vor. Den größten Unterschied zu den neuen Eröffnungssequenzen machten zwei Szenen aus: Bart fährt Skateboard und entwendet das Schild einer Bushaltestelle, so dass der Bus an dieser vorbeifährt. Dann sieht man, wie Lisa mit dem Fahrrad nach Hause fährt.
Seit der 10. Episode der 20. Staffel werden die Simpsons in HDTV produziert und ausgestrahlt. Dies hatte auch eine Änderung der Eröffnungssequenz zur Folge, die nun nicht nur ebenfalls HD-Format hat, sondern auch neu gestaltet wurde. So fliegt nun während der Einblendung des Simpsons-Schriftzuges ein Vogel durch das Bild, in einigen Folgen wird er auch durch andere fliegende Figuren oder Gegenstände ersetzt. Bevor sich die Kamera der Grundschule nähert, sieht man, wie Jimbo und Kearney den Kopf der Jebediah-Springfield-Statue vor dem Rathaus absägen und dieser auf Ralph Wiggum fällt. Auch einige andere Figuren wurden in die Eröffnungssequenz eingebaut, die in der alten Sequenz nicht vorgekommen sind. Außerdem schafft es Homer nicht mehr, vor Marges Auto davonzulaufen, und wird durch die Garagentür gestoßen. Des Weiteren wurde der Fernseher durch eine neue Flachbildschirm-Version ersetzt, die aber nicht in allen neuen Folgen zu sehen ist. Dies ist die zweite große Änderung der Sequenz; die erste fand bereits in der zweiten Staffel statt.
Die von Episode zu Episode unterschiedlichen Szenen:
- Barts Tafel-Gag: Bart schreibt jedes Mal in Großbuchstaben einen anderen Satz auf die Tafel, seine Synchronstimme liefert – aus dem Off – die deutsche Übersetzung. Der Satz beginnt häufig mit den Worten „Ich darf […] nicht …“ oder „… ist kein …“ und legt nahe, dass Bart die beschriebene Missetat bereits begangen hat und nun zur Strafe diesen Satz x-mal an die Tafel schreiben muss. Bei manchen dieser Gags geht in der deutschen Version allerdings der Witz verloren, nicht zuletzt aufgrund nur schwer übersetzbarer englischsprachiger Wortspiele.
- Lisas Saxophon-Solo: Lisa spielt beim Verlassen des Musikunterrichts auf ihrem Saxophon ein Solo, von dem es insgesamt rund 20 Varianten gibt.
- Couch-Gag: Grundthema dieses Gags ist, dass die Mitglieder der Simpsons-Familie auf der Couch vor dem Fernseher Platz nehmen. Dies wird auf die verschiedenste Art und Weise variiert, außerdem sind die Gags unterschiedlich lang und halten sich mitunter weder an die Kontinuität der Serie noch an physikalische Gesetze. So werden beispielsweise die Simpsons von einem riesigen Monty-Python-Fuß zerquetscht, ein anderes Mal finden sie sich in einer surrealen M.-C.-Escher-Welt wieder, ein weiteres Mal verwandelt sich die Couch in ein Monster und verschluckt die Familienmitglieder. Ein Beispiel für einen längeren Gag ist außerdem, wie Homer auf seinem Heimweg die gesamte Weltgeschichte durchläuft. Genau während des Couch-Gags wird kurz der Episodentitel eingeblendet, so dass es dem Zuschauer schwerfällt, sich auf beides zu konzentrieren.

Mit der Einführung des HD-Intros in der 20. Staffel kamen einige veränderbare Gags hinzu:
- Flug-Gag: Während der Simpsons-Schriftzug eingeblendet wird, fliegt eine Person, ein Gegenstand oder ein Tier durch das Bild.
- Werbe-Gag: Vor der Schule steht eine Werbetafel, die in jeder Episode eine andere Aufschrift trägt, die jedoch nur sehr kurz zu sehen ist.
- Lisas Instrumenten-Solo: Lisa spielt beim Verlassen des Musikunterrichts ein Solo auf einem Instrument, wie bisher. Jedoch ist es nun nicht immer ein Saxophon, sondern manchmal eine Geige, eine Trompete oder eine Tuba.

Im Jahr 2006 wurde vom britischen Fernsehsender Sky One eine Real-Version der Eröffnungssequenz produziert, um damit Werbung für die zu dieser Zeit gerade laufende 17. Staffel der Simpsons zu machen. Das Video verbreitete sich auch außerhalb Großbritanniens rasch, vor allem im Internet über Video-Websites wie YouTube.
Im Jahr 2010 durfte mit dem britischen Streetart-Künstler Banksy angeblich erstmals ein externer Künstler den Vorspann und insbesondere den Couch-Gag der Simpsons gestalten. Hier ist überspitzt, wie für Banksy so typisch, die dunkle Seite der Produktion der Serien und deren Merchandise zu sehen.
In einigen Folgen wurde eine abweichende Eröffnungssequenz verwendet: in Kill Gil: Vol. 1 & 2 (Staffel 18, Episode 9) ist Winter in Springfield und nicht wie üblich Sommer. Die Figuren tragen Winterkleidung, Bart fährt Snowboard statt Skateboard und Schule, Kraftwerk und Wohnung sind weihnachtlich geschmückt. Der Vorspann der Folge Die unglaubliche Reise in einem verrückten Privatflugzeug spielt auf den Simpsons-Kinofilm an. Da der Film, in dem Springfield teilweise zerstört wurde, vor Beginn dieser Staffel in den US-amerikanischen Kinos lief, kann man in besagter Eröffnungssequenz die verwüstete Stadt bzw. deren Wiederaufbau sehen. Der gewohnte Ablauf der Sequenz wurde beibehalten, allerdings tauchen in ihm auch Figuren aus dem Film auf (Präsident Schwarzenegger, die Inuit-Schamanin, Spider-Schwein). In der Folge Nedtropolis wurde außerdem ein komplett veränderter Vorspann gesendet, bei dem die Einwohner von Springfield das Lied Tik Tok von Kesha singen und den ganzen Vorspann über dazu tanzen.

### Gelbe Hautfarbe und vier Finger
Alle Figuren bei den Simpsons haben an jeder Hand vier Finger. Die einzige Person mit fünf Fingern an jeder Hand ist Gott, der manchmal in der Serie auftaucht. Hände mit vier Fingern tauchen in vielen Cartoons und Zeichentricksendungen auf, weil sie einfacher und schneller zu zeichnen sind.
Die Simpsons und die meisten Bewohner von Springfield besitzen zudem eine (mehr oder weniger) gelbe Hautfarbe (die Simpsons selber haben den RGB-Farbwert 255/217/15 bzw. die Webfarbe #FFD90F). Die gelbe Hautfarbe wird dabei nur für weiße Charaktere genutzt. Alle nicht-weißen Charaktere werden in verschiedenen Brauntönen dargestellt. Zum einen wird gesagt, die Simpsons seien gelb, weil Groening zum Zeitpunkt des Entwerfens lediglich die Farbe Gelb vorrätig gehabt habe und trotzdem anfing, mit dieser zu zeichnen. In der US-Sendung Inside the Actors Studio gab Yeardley Smith (englische Synchronstimme von Lisa) an, Groening habe mit der Wahl der gelben Farbe die Fernsehzuschauer verwirren und glauben machen wollen, die Farbeinstellungen ihres Fernsehers seien nicht korrekt. Dies kam beim NTSC-System, das in den USA verwendet wird, tatsächlich häufig vor. Allerdings gibt es Quellen, die belegen, dass die Koloristin Gyorgyi Peluce entschied, die Figuren gelb zu färben.
Die Figuren sind sich ihrer gelben Hautfarbe bewusst. So sagt Bart, als ihn Lisa bei einem Bad erwischt, dass auch ein Junge Wert auf eine gepflegte, gelbe Haut lege. Zu bemerken ist außerdem, dass von Matt Groening gezeichnete Figuren stets einen Überbiss haben. In einer Folge stellt sich Homer vor, wie wohl seine Kinder aussähen, wenn Marge und er verwandt wären: „Das werden Horrorwesen mit rosa Haut, ohne Überbiss und mit fünf Fingern an jeder Hand!“ – woraufhin für einen kurzen Augenblick tatsächlich Bart, Lisa und Maggie wie „normale Menschen“ aussehen.

### Schauplatz

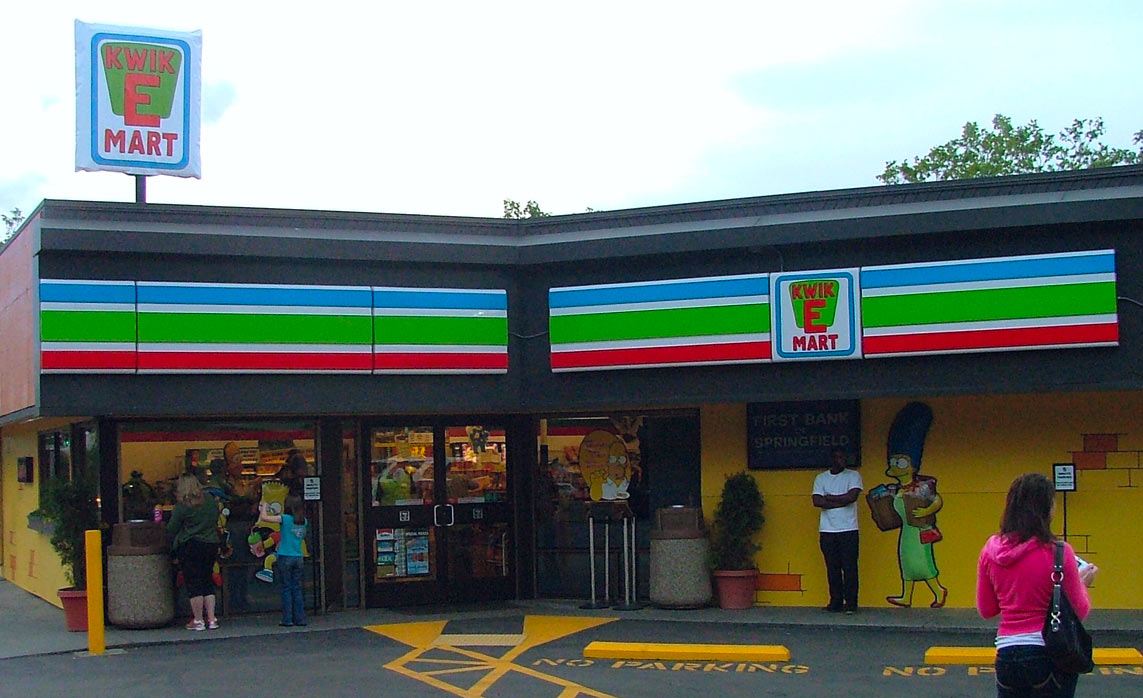
Die Supermärkte von 7-Eleven verkauften Simpsons-Produkte wie „Buzz-Cola“. Zwölf Märkte wurden als Werbemaßnahme für den Kinofilm zu den aus der Serie bekannten „Kwik-E-Marts“ umgestaltet.

Matt Groening wählte den Namen Springfield für die Stadt, in der die Serie spielt, da er 1989 zu den häufigsten Städtenamen in den USA zählte. Derzeit gibt es eine oder mehrere Städte dieses Namens in 35 Bundesstaaten. Springfield soll den typischen Durchschnitt einer US-amerikanischen Kleinstadt widerspiegeln, weshalb in der Serie verschwiegen wird, in welchem Bundesstaat das Springfield der Serie liegt. Zu den Running Gags gehört auch, dass immer wieder sich widersprechende Andeutungen gemacht werden, wo genau sich der Wohnort der Simpsons befindet.
2012 erklärte Groening in einem Interview mit dem Smithsonian Magazine, dass die Stadt Springfield im US-Bundesstaat Oregon Vorbild für den fiktiven Wohnort der Simpsons gewesen sei, betonte aber anschließend, er hätte nicht gesagt, dass dieser in der Serie tatsächlich in Oregon liege.

### Vorhersage zukünftiger Ereignisse
In „Simpsons“-Episoden fanden wiederholt Ereignisse statt, die später Realität wurden.
In der Episode Barts Blick in die Zukunft (Staffel 11; OT: Bart to the Future), die erstmals im Jahr 2000 ausgestrahlt wurde und im Jahr 2030 spielt, ist Lisa Simpson Präsidentin der Vereinigten Staaten. Ihre erste Amtshandlung besteht darin, das Haushaltsdefizit, welches Präsident Trump ihr hinterlassen hat, zu reduzieren. Tatsächlich wurde im November 2016 der Multimilliardär und Unternehmer Donald Trump zum 45. Präsidenten der Vereinigten Staaten gewählt. Während seiner Amtszeit (2017 bis 2021) nahm das Haushaltsdefizit zu, was allerdings auch bei allen anderen US-Präsidenten seit 1929 der Fall war.
Am 30. März 2014 lief die Episode Homer, die Pfeife (Staffel 25; OT: You Don’t Have to Live Like a Referee) erstmals im US-Fernsehen. Darin wird die deutsche Fußballnationalmannschaft in Brasilien durch einen 2:0-Finalsieg gegen den Gastgeber Turniersieger. Tatsächlich wurde Deutschland am 13. Juli des Jahres Weltmeister, aber gegen Argentinien (1:0 n. V.). Darüber hinaus gab es auch ein Duell mit Brasilien, allerdings bereits im Halbfinale; Deutschland gewann mit 7:1.

### „Neinn!“

D’oh!

„Neinn!“ ist der zum Markenzeichen gewordene Ausruf von Homer Simpson, wenn ihm ein Missgeschick passiert oder etwas Negatives widerfährt. Im englischen Original lautet dieser Ausruf D’oh. Dieses Wort ergibt eigentlich überhaupt keinen Sinn und über seine Entstehung gibt es viele Legenden. Als gesichert gilt, dass in den Drehbüchern der Serie immer nur Annoyed Grunt (verärgertes Grunzen) steht. Homers Sprecher Dan Castellaneta improvisierte darauf das D’oh. Quellen verweisen auf James Finlayson, einem regelmäßigen Nebendarsteller in den Filmen des Komikerduos Laurel und Hardy (Dick und Doof). Im Laurel-und-Hardy-Film Hände hoch – oder nicht spricht Finlayson, nachdem ihm eine kleine Glocke, die von Laurel zu heftig bedient wird, auf den Kopf fällt, „dooh!“. Der Laurel-und-Hardy-Experte Leonard Maltin behauptet in einem DVD-Kommentar, dass Dan Castellaneta sich auf genau die Szene bezog, als er das D’oh! einführte. Auch Castellaneta selbst bestätigte diese Vermutung in der amerikanischen Sendung „Breakfast“ am 8. November 2007. Finlayson verwendete das „dooh!“ allerdings als sein Markenzeichen auch in zahlreichen anderen Filmen.
Inzwischen ist das Wort in den amerikanischen Sprachgebrauch eingegangen und auch für die meisten Nicht-Simpsons-Fans verständlich. D’oh wurde in die großen englischsprachigen Wörterbücher (New) Oxford Dictionary of English (1998), Merriam Webster’s (2001) und Oxford English Dictionary (2001) aufgenommen.
Die Definition im Merriam-Webster lautet: used to express sudden recognition of a foolish blunder or an ironic turn of events, auf Deutsch wird benutzt, um plötzliches Erkennen von dummen Fehlern oder ironischen Wendungen von Ereignissen zum Ausdruck zu bringen.
In der deutschen Synchronisation wurde aus dem D’oh ein kurzes, scharfes Neinn!. Das D’oh aus der Originalfassung ist jedoch noch im Vorspann zu hören, wenn Homer vor der Garage Lisas Fahrrad ausweicht.

### Fiktive Produktionen innerhalb der Serie

#### Die glücklichen kleinen Elfen
Die glücklichen kleinen Elfen ist eine Kinderfernsehsendung um eine Gruppe von Elfen. Die Sendung ist für kleinere Kinder konzipiert, jedoch zeigt auch Lisa Begeisterung dafür. Sie hat ein Bild von Bubbles, einer der Hauptfiguren, in ihrem Zimmer, dazu diverse Merchandise-Produkte. Bubbles’ bester Freund ist Moldy.
Die Fernsehsendung kam nur in frühen Simpsons-Episoden (v. a. Staffel 1) regelmäßig vor, Abbildungen und Figuren von Bubbles und anderen Elfen finden sich aber durchgehend in der Serie.

#### Die Itchy-und-Scratchy-Show
Die Splatter-Zeichentrickserie Die Itchy-und-Scratchy-Show fungiert als „Serie in der Serie“ und wird u. a. sehr gerne von Bart und Lisa gesehen. Eine Maus namens Itchy und die Katze Scratchy leben in Rivalität und bekämpfen einander. Die Itchy-und-Scratchy-Show wird gerade wegen ihrer extremen Brutalität von den Kindern in der Simpsons-Welt geliebt und karikiert auf diese Weise zum einen das gewaltverherrlichende Fernsehen sowie die Jugend. Nicht zuletzt ermöglicht diese Serie es den Simpsons-Autoren, selbstironisch die Zeichentrickindustrie auf die Schippe zu nehmen. Diese mit Regelmäßigkeit überaus brutale Fernsehsendung lehnt sich an die Thematik der Zeichentrickserien Herman and Katnip und Tom und Jerry an. Als Vorbild für die Katze Scratchy kann auch die Zeichentrickkatze Felix the Cat gelten.
Das Itchy-und-Scratchy-Land, ein Themenpark, ist eine Satire auf die heile, gewaltlose Welt des Walt-Disney-Imperiums.

#### Nachrichtensendungen
Der Anchorman Kent Brockman moderiert den Großteil der Nachrichten- und Informationssendungen in Springfield, die meist auf Channel 6 (Kanal 6) laufen.
Die von den Simpsons am häufigsten gesehenen Sendungen sind My two Cents, Smartline und Eye on Springfield (auf Deutsch: früher Ein Auge auf Springfield, heute Brennpunkt Springfield oder Blickpunkt Springfield).

#### Radioactive Man

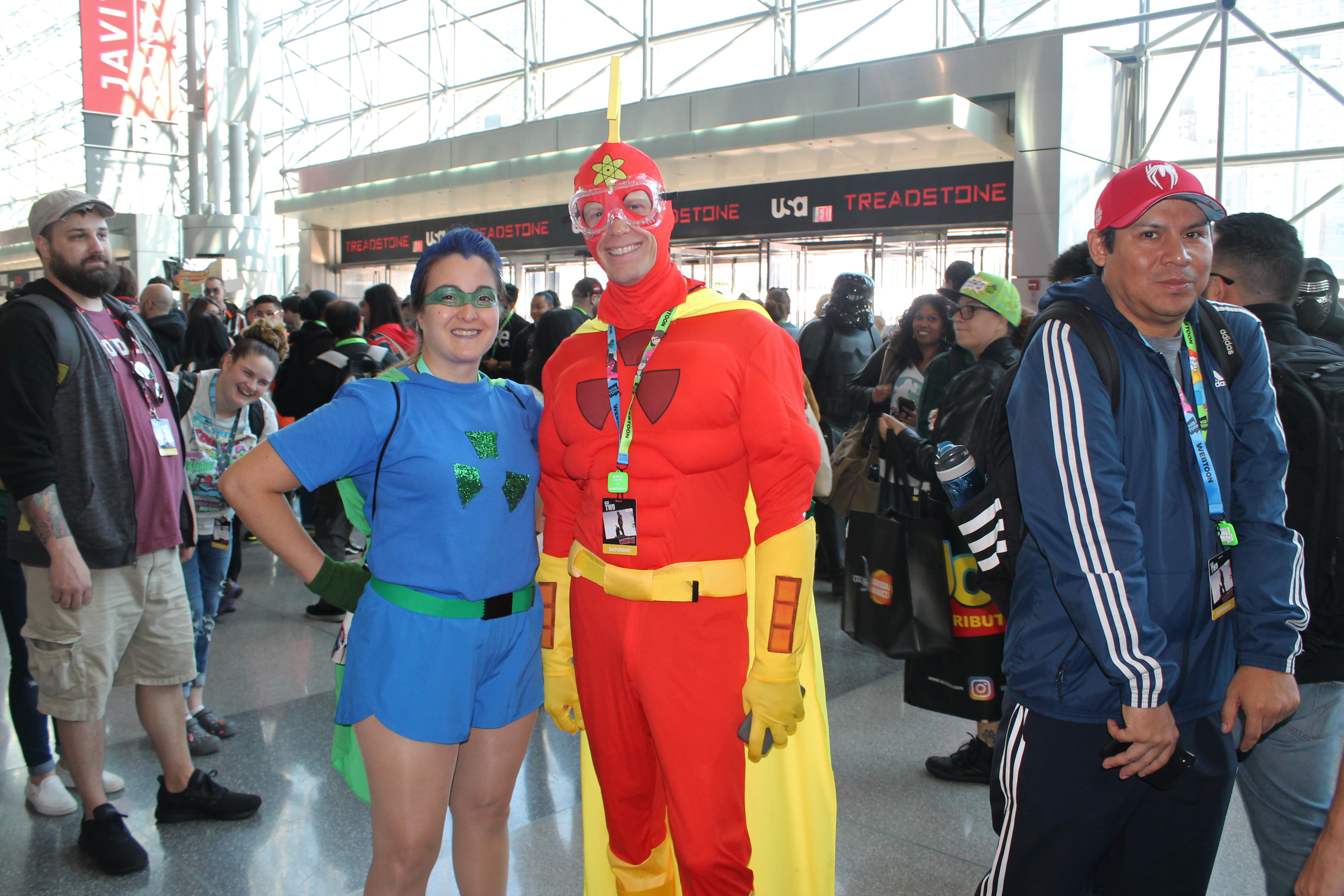
Cosplayer als Fallout Boy und Radioactive Man bei der New York Comic Con (2019)

Die Comicserie und deren Verfilmungen über den Superhelden Radioactive Man aus Zenith City erfreut sich bei der Jugend der Simpsons-Welt großer Beliebtheit: Bei einem Atombombentest wurde der reiche Playboy Claude Kane III radioaktiv verstrahlt und erhielt so übernatürliche Kräfte (z. B. stark gesteigerte Kräfte und die Fähigkeit zu fliegen). Da sich ein Stück der Bombenverkleidung in seine Schädeldecke gebohrt hatte, kann er nur mit einem Hut auf die Straße gehen, um nicht erkannt zu werden. Sein Sidekick Fallout Boy (richtiger Name des Waisen: Rod Runtledge) dagegen hatte einen Unfall mit einem LKW, der ein Röntgengerät transportierte. Dieses wurde beschädigt und sendete Röntgenstrahlung aus, wodurch Rod Runtledge ebenfalls Superkräfte bekam. Mit ihren Kräften kämpfen die beiden gegen zahlreiche Verbrecher (wie z. B. Dr. Krabbe, richtiger Name Dr. Vladimir Krabokov), die oft durch Comic- und Filmschurken inspiriert wurden. Die Comicfigur Fallout Boy (Fallout = radioaktiver Niederschlag) wurde Namensgeber der amerikanischen Rockband Fall Out Boy.
Die beiden Helden sind eine Parodie auf die Superheldencomics der 1930er- bis 1960er-Jahre (Goldenes Zeitalter und Silbernes Zeitalter). Oft werden die Geschichten von Radioactive Man als eigene Handlungen und mit eigenem Deckblatt, das an jene alten Comics erinnert („Ausgabe 1, November 1952“), in den Simpsons-Zeitschriften gedruckt, aber auch sehr hohe, bis vierstellige Heftnummern in „jüngeren“ Ausgaben („Ausgabe 1000, Januar 1995“) sollen verdeutlichen, dass die Serie, ebenso wie die real existierenden Reihen Detective Comics und Action Comics, bereits lange läuft. Wie Superman, Batman, Spider-Man und Wonder Woman und andere Helden in ihren frühen Ausgaben kämpft auch Radioactive Man gegen die Feinde Amerikas, in seinem Falle vorzugsweise Hippies oder Kommunisten. Radioactive Man parodiert in erster Linie Superman (Initialen CK wie bei Clark Kent, Festung der Halbwertszeit als Anspielung auf die Festung der Einsamkeit, die Beziehung zur Reporterin Gloria Grand als Anspielung auf Lois Lane usw.), Fallout Boy dagegen erinnert an Robin aus den Batman-Comics.
Auch in der Fernsehserie sind immer wieder Anspielungen auf die Superhelden zu finden, vor allem in der Folge Filmstar wider Willen (OT: Radioactive Man), in der in Springfield ein Radioactive-Man-Film gedreht werden soll. Die Folge beinhaltet nicht nur Anspielungen auf die Batman-Serie der 1960er Jahre (z. B. in Form von eingeblendeten Onomatopoetika wie Knuff!, Peng!, Zack! usw.), sondern nimmt auch die gesamte Filmbranche Hollywoods aufs Korn.

### Duff-Bier

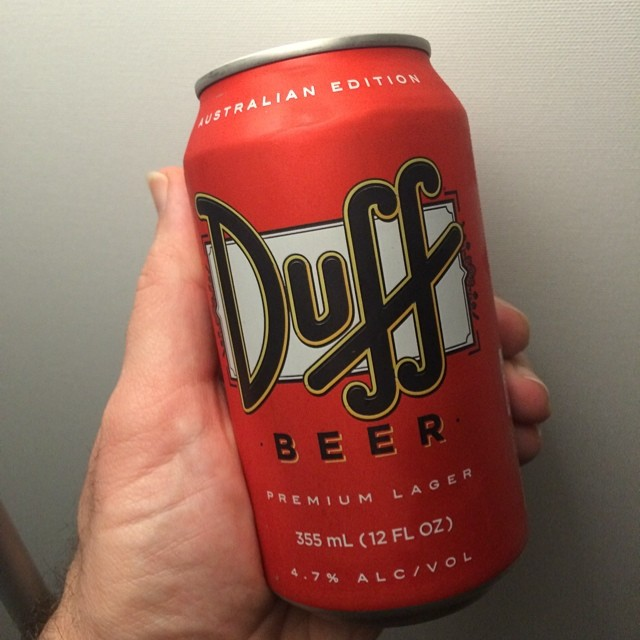
Australisches Duff-Bier

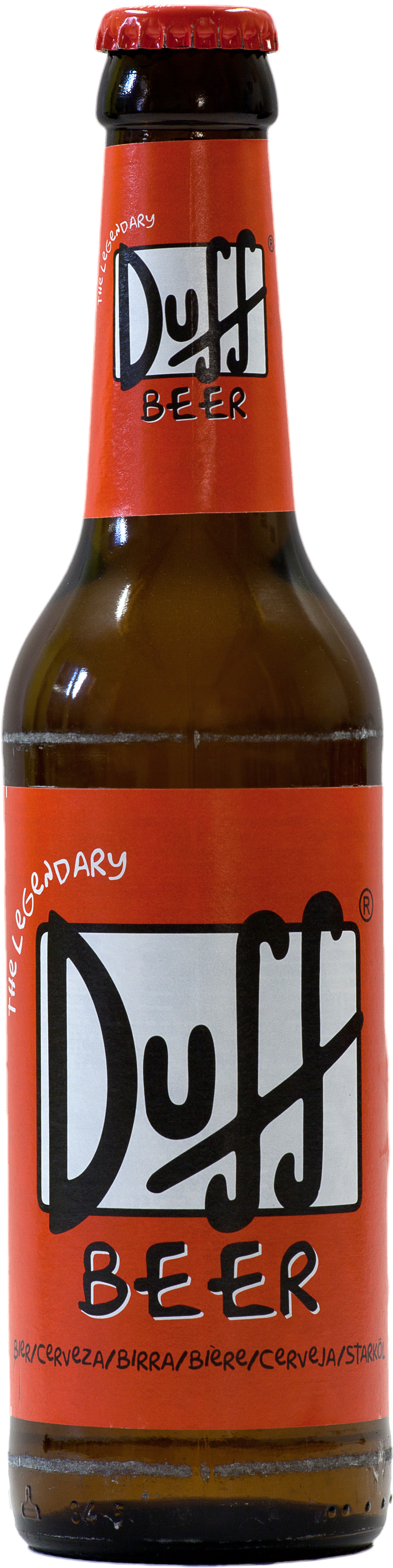
Ein nicht lizenziertes Duff-Bier

Die Standardbiermarke der Serie ist Duff (von englisch „wertlos, dumm, inkompetent“). Als Werbeikone gibt es in der Serie den Duffman. Zahlreiche Merchandising-Artikel im Umfeld der Trickfilmserie bilden Duff-Bierdosen ab. Echtes Duff-Bier als Merchandising-Produkt lehnte Matt Groening mit Hinweis auf den Jugendschutz jedoch stets ab.
1995 stellte die South Australian Brewing Co. ein Bier unter dem Namen Duff her. 1996 unterlag die Brauerei vor Gericht der Twentieth (20th) Century Fox Film Corporation und der Matt Groening Productions Inc. und musste die Produktion einstellen. 2001 musste die nach ihrem Inhaber benannte neuseeländische Brauerei Duffs Brewery sich auf Druck von 20th Century Fox umbenennen. Australische Duff-Dosen werden unter Sammlern hoch gehandelt. In den USA gibt es einen alkoholfreien Energydrink unter dem (offiziell lizenzierten) Duff-Label.
In Deutschland wird seit 2007 ein nicht lizenziertes Duff-Bier, im Lohnbrauverfahren, von der Eschweger Klosterbrauerei gebraut und von der Firma Duff Beer UG europaweit vertrieben. Die Duff Beer UG ließ sich auch die Markenrechte an Duff-Beer eintragen. Fox versuchte den Vertrieb zu unterbinden, unterlag jedoch. Im Urteil heißt es dazu: „Zwar habe die Widersprechende durch Vorlage umfangreicher Unterlagen glaubhaft gemacht, dass diese Serie mittlerweile auch in Deutschland einen hohen Bekanntheitsgrad erreicht habe. Mit den vorgelegten Unterlagen habe sie aber nicht annähernd nachweisen können, dass auch der Begriff Duff BEER bei den inländischen Verkehrskreisen einen Bekanntheitsgrad von mindestens 60 Prozent erreicht habe.“
Da es in Europa reales Duff-Bier gibt, wurde der Verlag Media Incognito – Herausgeber der Simpson-Comicreihe in Litauen, wo Alkoholwerbung in Medien verboten ist – im April 2011 zu 10.000 Litas (2900 Euro) Strafe verurteilt. Der Verlag stellte daraufhin die Reihe ein, um nach einer Lösung zu suchen. Der Originalverlag Bongo Comics erlaubt keine inhaltlichen Änderungen der Comics.

### Treehouse of Horror
Unter dem englischen Titel Treehouse of Horror werden alljährlich seit der zweiten Staffel die Halloween-Sonderepisoden der Serie produziert und ausgestrahlt. Der Name erinnert an die erste Halloween-Folge Horror frei Haus (engl.: Treehouse of Horror), die aus drei in Barts Baumhaus erzählten Horrorgeschichten besteht. Seitdem tragen alle Sonderepisoden in der Originalfassung diesen Titel. In der deutschen Übersetzung hat jede dieser Folgen einen eigenen Titel.
Oft persiflieren die Folgen berühmte Werke wie Edgar Allan Poes Der Rabe oder Stephen Kings The Shining. Die in den Episoden gezeigten Geschichten haben keinerlei Einfluss auf die Kontinuität der Serie, so dass die Autoren in den Halloween-Folgen Figuren beispielsweise sterben lassen können, die in den regulären Episoden weiterhin zu den Lebenden zählen. In bisher jeder Treehouse of Horror hatten die Aliens Kang und Kodos einen Auftritt.

### Herkunft der Namen
Die Namen vieler Nebenfiguren stellen Anspielungen auf real existierende Personen dar:
- Jacqueline Bouvier (Marges Mutter) – Bouvier war der Geburtsname von John F. Kennedys Ehefrau Jacqueline.
- Chief Clancey Wiggum (Polizeichef) – Der Geburtsname von Matt Groenings Mutter Margaret war Wiggum.[78]
- Seymour Skinner (Rektor der Grundschule) – Vom Serienautor Jon Vitti nach dem Psychologen und prominentesten Vertreter des Behaviorismus in den USA, B. F. Skinner, benannt.
- Miss Hoover (Lisas Klassenlehrerin) – eine Grundschullehrerin Groenings
- Apu Nahasapeemapetilon (Supermarktleiter) – Apus Weg ins Leben, einer von Groenings Lieblingsfilmen, sowie eine Verballhornung des Namens eines ehemaligen Mitschülers des Serienautors Mike Reiss mit dem Namen Pahasa Neemapetilon.
- Maude, Rod und Todd Flanders (frömmelnde Nachbarn) – reimen sich alle auf God (dt. Gott)
- Kang und Kodos (Aliens in den Horror-Folgen) – Ein Klingone (Kang) bzw. ein Diktator (Kodos) aus Raumschiff Enterprise
- Barney Gumble (Homers Saufkumpan) – Barney Rubble (dt. Barney Geröllheimer) aus Familie Feuerstein
- Troy McClure (zweitklassiger Schauspieler) – Die B-Movie-Schauspieler Troy Donahue und Doug McClure
- Dr. Nick Riviera (schlechter Arzt, genannt Dr. Nick) – Elvis Presleys Leibarzt George C. Nichopoulos, genannt Dr. Nick
- Milhouse Mussolini van Houten (Barts bester Freund und Nachbarskind) – nach Richard Milhous Nixon und Leslie Van Houten, einem Mitglied der „Manson“-Familie, nach Benito Mussolini, dem italienischen Diktator; Milhouses Großmutter (Nana Sofia) ist Italienerin, die von einem amerikanischen Soldaten ein uneheliches Kind hat (Onkel Bastardo)
- C. (Charles) Montgomery Burns (Besitzer des Kernkraftwerks) – „See, Montgomery burns“ (dt.: „Schau, Montgomery brennt“): Anspielung auf den Ku-Klux-Klan, der Kirchen und Häuser von schwarzen Bürgern anzündete (Montgomery, Hauptstadt von Alabama, wo die amerikanische Bürgerrechtsbewegung mit dem Vorfall um Rosa Parks ihren Anfang hatte). Außerdem lernte Matt Groening auf dem College den Comiczeichner Charles Burns kennen und arbeitete mit ihm an der dortigen Schülerzeitung. Sein vollständiger Name Charles Montgomery Plantagenet Schicklgruber Burns beinhaltet den Geburtsnamen von Adolf Hitlers Vater sowie den Familiennamen der angevinischen Königsfamilie der Plantagenet, die Mitauslöser des Hundertjährigen Krieges waren.
- Artie Ziff (Millionär und Abschlussball-Begleitung von Marge) – Art Garfunkel (Simon & Garfunkel), auch optische Ähnlichkeit

Außerdem beziehen sich einige Namen auf Straßennamen in Matt Groenings Heimatstadt Portland, unter anderem Flanders, Kearny, Jasper, Quimby und Lovejoy (Asa Lovejoy war der Gründer von Portland).

### Verhältnis zum Sender FOX
Der Sender FOX, der in den USA Die Simpsons produziert und ausstrahlt, toleriert, dass die Macher in den Episoden regelmäßig abwertende oder ironische Bemerkungen gegenüber dem Sender einbauen. Anspielungen auf den Sender finden sich in vielen weiteren Episoden.
Die Simpsons gehen beispielsweise in ein Internetcafé, wo Homer Aktien einer Firma übers Internet kauft, die sich als der Mutterkonzern (News Corporation) von FOX herausstellt. Erschrocken hämmert Homer auf die Tastatur und brüllt voller Angst: „Abbrechen, abbrechen!“ In einer Folge, die in der Zukunft spielt, sind die großen Fernsehsender Amerikas unter ABC zu „CNNBCBS“ fusioniert. FOX ist zu einem Pornokanal geworden. Auch die pro-republikanische Haltung von FOX wird auf die Schippe genommen. Als in der Folge Marges alte Freundin ein mit „BUSH CHENEY 2004“ beschrifteter LKW von Fox News vorfährt, unterbricht Kanal-6-Reporter Kent Brockman seine Ansage und We Are The Champions von Queen erklingt. Auch der Besitzer von FOX, Rupert Murdoch, wurde nicht geschont. In der Super-Bowl-Episode lassen die Serienmacher ihn sich selbst als „milliardenschweren Despoten“ bezeichnen.
Besonderes Aufsehen erregte im Oktober 2003 Matt Groenings Aussage (in einem Interview mit dem Radiosender NPR), dass die FOX-Tochterfirma Fox News Channel wegen der am 9. März 2003 erstmals in den USA ausgestrahlten Episode Krusty im Kongress mit einer Klage gedroht habe. In dieser Folge gibt es eine Szene, in der die Simpsons den Fox News Channel im Fernsehen sehen. Während der Moderator Nachrichten kommentiert, laufen Meldungen im Live-Ticker durch das Bild.
Zu diesen Aufmachern kam noch die Tatsache, dass das Hintergrundbild, das zu sehen war, dem des echten FOX-Nachrichtenkanals stark ähnelte.

## Musik
Die bekannte Titelmelodie zur Serie wurde von Danny Elfman komponiert. Außergewöhnlich ist hierbei die ausschließliche Verwendung der lydischen Skala mit tiefalterierter Septime (im Jazz wegen Letzterer umgangssprachlich lydisch b7 genannt), deren modalcharakteristisches Intervall die erhöhte IV. Stufe ist. Schon die ersten zwei Noten (The Simp-) springen direkt vom Grundton zur erhöhten IV. Stufe und bilden damit einen Tritonus (der Teufel in der Musik), der mit der dritten Note (-sons) zur V. Stufe aufgelöst wird.
Auch in der Musik zum Film, komponiert von Hans Zimmer, und der Musik zu Die Simpsons – Das Spiel von Christopher Lennertz wird die lydische Skala häufig verwendet und die Titelmelodie wird häufig aufgegriffen.
Produktion, Adaptionen für spezielle Folgen und die restliche Serienmusik wurden von 1989 bis 1990 von Richard Gibbs komponiert, danach übernahm bis 2017 Alf Clausen. Dessen Ausscheiden führten zu juristischen Auseinandersetzungen, die erst 2022 beigelegt wurden. Mit Beginn der 29. Staffel wurde Alf Clausen durch Bleeding Fingers Music, einer Zusammenarbeit von Hans Zimmer, Russell Emanuel, Steve Kofsky und Extreme Music, ersetzt, welches diese Aufgaben seitdem übernimmt. Zusätzlich wird die Musik von bekannten Musikern und Komponisten, die zumeist auch einen Gastauftritt in der jeweiligen Folge bekleiden, ergänzt.

### Diskografie
Studioalben

| Jahr | Titel Musiklabel                           | Höchstplatzierung, Gesamtwochen, AuszeichnungChartplatzierungen (Jahr, Titel, Musiklabel, Platzierungen, Wochen, Auszeichnungen, Anmerkungen) | Höchstplatzierung, Gesamtwochen, AuszeichnungChartplatzierungen (Jahr, Titel, Musiklabel, Platzierungen, Wochen, Auszeichnungen, Anmerkungen) | Höchstplatzierung, Gesamtwochen, AuszeichnungChartplatzierungen (Jahr, Titel, Musiklabel, Platzierungen, Wochen, Auszeichnungen, Anmerkungen) | Höchstplatzierung, Gesamtwochen, AuszeichnungChartplatzierungen (Jahr, Titel, Musiklabel, Platzierungen, Wochen, Auszeichnungen, Anmerkungen) | Höchstplatzierung, Gesamtwochen, AuszeichnungChartplatzierungen (Jahr, Titel, Musiklabel, Platzierungen, Wochen, Auszeichnungen, Anmerkungen) | Anmerkungen                                            |
| Jahr | Titel Musiklabel                           | DE | AT | CH | UK | US | Anmerkungen                                            |
| ---- | ------------------------------------------ | --- | --- | --- | --- | --- | ------------------------------------------------------ |
| 1990 | The Simpsons Sing the Blues Geffen Records | — | — | — | UK6 Gold · (30 Wo.)UK | US3 ×2Doppelplatin · (39 Wo.)US | Veröffentlichung: 17. Dezember 1990 Format: CD, MC, LP |
| 1998 | The Yellow Album Geffen Records            | — | — | — | — | — | Veröffentlichung: 1998 Format: CD, MC, LP              |

Deutschsprachig
- 2016: The Voices of Springfield

## Vermarktung

### DVD-Veröffentlichung

#### Filme
| Name                    | Veröffentlichung | Laufzeit   | Bildformat | Audio             | FSK         |
| ----------------------- | ---------------- | ---------- | ---------- | ----------------- | ----------- |
| Die Simpsons – Der Film | 3. Dezember 2007 | ca. 84 Min | 16:9       | Deutsch, Englisch | Ab 6 Jahren |

#### Staffel-Boxen
| Name                      | Veröffentlichung   | Episoden  | Laufzeit    | Bildformat              | Audio                          | FSK          |
| ------------------------- | ------------------ | --------- | ----------- | ----------------------- | ------------------------------ | ------------ |
| Die komplette 1. Staffel  | 27. September 2001 | 13 Folgen | ca. 286 Min | 4:3 Full Frame          | Deutsch, Englisch              | Ab 12 Jahren |
| Die komplette 2. Staffel  | 06. Juni 2002      | 22 Folgen | ca. 506 Min | 4:3 Full Frame          | Deutsch, Englisch              | Ab 12 Jahren |
| Die komplette 3. Staffel  | 18. Oktober 2003   | 24 Folgen | ca. 552 Min | 4:3 Full Frame          | Deutsch, Englisch              | Ab 12 Jahren |
| Die komplette 4. Staffel  | 07. Oktober 2004   | 22 Folgen | ca. 506 Min | 4:3 Full Frame          | Deutsch, Englisch              | Ab 12 Jahren |
| Die komplette 5. Staffel  | 19. Mai 2005       | 22 Folgen | ca. 506 Min | 4:3 Full Frame          | Deutsch, Englisch              | Ab 12 Jahren |
| Die komplette 6. Staffel  | 03. November 2005  | 25 Folgen | ca. 575 Min | 4:3 Full Frame          | Deutsch, Englisch              | Ab 12 Jahren |
| Die komplette 7. Staffel  | 04. Mai 2006       | 25 Folgen | ca. 625 Min | 4:3 Full Frame          | Deutsch, Englisch              | Ab 12 Jahren |
| Die komplette 8. Staffel  | 02. Oktober 2006   | 25 Folgen | ca. 575 Min | 4:3 Full Frame          | Deutsch, Englisch              | Ab 12 Jahren |
| Die komplette 9. Staffel  | 05. März 2007      | 25 Folgen | ca. 528 Min | 4:3 Full Frame          | Deutsch, Englisch              | Ab 12 Jahren |
| Die komplette 10. Staffel | 01. Oktober 2007   | 23 Folgen | ca. 506 Min | 4:3 Full Frame          | Deutsch, Englisch              | Ab 12 Jahren |
| Die komplette 11. Staffel | 24. Oktober 2008   | 22 Folgen | ca. 484 Min | 4:3 Full Frame          | Deutsch, Englisch, Französisch | Ab 12 Jahren |
| Die komplette 12. Staffel | 01. Oktober 2009   | 21 Folgen | ca. 420 Min | 4:3 Full Frame          | Deutsch, Englisch, Französisch | Ab 12 Jahren |
| Die komplette 13. Staffel | 29. Oktober 2010   | 22 Folgen | ca. 420 Min | 4:3 Full Frame          | Deutsch, Englisch, Französisch | Ab 12 Jahren |
| Die komplette 14. Staffel | 25. November 2011  | 22 Folgen | ca. 420 Min | 4:3 Full Frame          | Deutsch, Englisch, Französisch | Ab 12 Jahren |
| Die komplette 15. Staffel | 14. Dezember 2012  | 22 Folgen | ca. 420 Min | 4:3 Full Frame          | Deutsch, Englisch, Französisch | Ab 12 Jahren |
| Die komplette 16. Staffel | 02. Dezember 2013  | 21 Folgen | ca. 420 Min | 4:3 Full Frame          | Deutsch, Englisch, Französisch | Ab 12 Jahren |
| Die komplette 17. Staffel | 12. Dezember 2014  | 22 Folgen | ca. 484 Min | 4:3 Full Frame          | Deutsch, Englisch, Französisch | Ab 12 Jahren |
| Die komplette 18. Staffel | 21. Dezember 2017  | 22 Folgen | ca. 525 Min | 4:3 Full Frame          | Deutsch, Englisch, Französisch | Ab 12 Jahren |
| Die komplette 19. Staffel | 05. Dezember 2019  | 20 Folgen | ca. 420 Min | 4:3 Full Frame          | Deutsch, Englisch, Französisch | Ab 12 Jahren |
| Die komplette 20. Staffel | 17. September 2020 | 21 Folgen | ca. 436 Min | 4:3 und 16:9 Full Frame | Deutsch, Englisch, Französisch | Ab 12 Jahren |

Weitere DVD-Veröffentlichungen der Serienstaffeln waren von Fox nach Staffel 17 vorerst nicht mehr geplant, weil sie in Zukunft nur noch über Dienste wie Video-on-Demand vertrieben werden sollten. Drei Jahre später, Ende Dezember 2017, erschien jedoch die 18. Staffel auf DVD, 2019 die 19. Staffel.

### Streamingdienste
Die Simpsons ist mit 32 Staffeln auf Prime Video zu erwerben, es ist jedoch nicht in Amazon Prime enthalten. Außerdem sind die ersten 35 Staffeln in Disney+ enthalten. Einzige Ausnahme bildet die Episode Die Geburtstagsüberraschung, die aufgrund des mittlerweile kontroversen Gastauftrittes von Michael Jackson (unter dem Pseudonym John Jay Smith) aus dem Angebot des Streaming-Anbieters genommen wurde. Zusätzlich können verschiedene Staffeln auf Portalen wie YouTube, Google Play, et cetera gekauft werden.

### Arabische Fassung –Al Shamshoon
2005 wurde die Serie unter dem Namen Al Shamshoon auch in die arabische Welt verkauft, allerdings gab es einige Anpassungen gegenüber dem Original. So heißt Homer Omar, Bart Badr und Springfield wird zu Rabeea (das arabische Wort für Frühling, englisch Spring). Den Regeln des Koran folgend werden Szenen mit Duff-Bier oder Schweinefleisch für die arabische Version herausgeschnitten und die Folgen entsprechend verändert. „Moes Taverne“ existiert in der arabischen Version gar nicht. Durch diese Änderungen verliert die Serie jedoch laut Aussagen von arabischen Fans viel von ihrem Biss.
Eine erste „Staffel“ von 52 adaptierten Episoden wurde für den Sender Middle East Broadcasting Center (MBC) vorbereitet. Der Start erfolgte im Oktober 2005 zu Beginn des Fastenmonats Ramadan, da während dieser Zeit besonders viel ferngesehen wird. Die Serie war jedoch kein Quotenerfolg, so dass lediglich 34 der 52 Episoden ausgestrahlt wurden.

### Comics
Die von Matt Groening, Bill Morrison, Cindy und Steve Vance gegründete Bongo Comics Group bringt seit 1993 die Simpsons Comics und Nebenserien heraus, die vom Panini Verlag (früher: Dino Verlag) übersetzt und im deutschsprachigen Raum vertrieben werden.

### Videospiele
Seit dem Start der Serie sind 22 Videospiele für verschiedene Systeme erschienen.
| Titel                                       | PC                          | Commodore                   | Commodore                   | Arcade                      | Nintendo                    | Nintendo                    | Nintendo                    | Nintendo                    | Nintendo                    | Nintendo                    | Sega                        | Sega                        | Sega                        | Sony                        | Sony                        | Sony                        | Sony                        | Microsoft                   | Microsoft                   | Apple iOS                   | Android                     |
| Titel                                       | PC                          | C64                         | Amiga                       | Arcade                      | GB                          | NES                         | SNES                        | GC                          | Wii                         | DS                          | Master System               | Mega Drive                  | Game Gear                   | PS1                         | PS2                         | PS3                         | PSP                         | Xbox                        | Xbox 360                    | Apple iOS                   | Android                     |
| ------------------------------------------- | --------------------------- | --------------------------- | --------------------------- | --------------------------- | --------------------------- | --------------------------- | --------------------------- | --------------------------- | --------------------------- | --------------------------- | --------------------------- | --------------------------- | --------------------------- | --------------------------- | --------------------------- | --------------------------- | --------------------------- | --------------------------- | --------------------------- | --------------------------- | --------------------------- |
| The Simpsons (1991)                         | Grünes Häkchensymbol für ja | Grünes Häkchensymbol für ja |                             | Grünes Häkchensymbol für ja |                             |                             |                             |                             |                             |                             |                             |                             |                             |                             |                             |                             |                             |                             |                             |                             |                             |
| Bart vs. the Space Mutants (1991)           | Grünes Häkchensymbol für ja | Grünes Häkchensymbol für ja | Grünes Häkchensymbol für ja |                             |                             | Grünes Häkchensymbol für ja |                             |                             |                             |                             | Grünes Häkchensymbol für ja | Grünes Häkchensymbol für ja | Grünes Häkchensymbol für ja |                             |                             |                             |                             |                             |                             |                             |                             |
| Escape from Camp Deadly (1991)              |                             |                             |                             |                             | Grünes Häkchensymbol für ja |                             |                             |                             |                             |                             |                             |                             |                             |                             |                             |                             |                             |                             |                             |                             |                             |
| Bart vs. the Juggernauts (1992)             |                             |                             |                             |                             | Grünes Häkchensymbol für ja |                             |                             |                             |                             |                             |                             |                             |                             |                             |                             |                             |                             |                             |                             |                             |                             |
| Bartman Meets Radioactive Man (1992)        |                             |                             |                             |                             |                             | Grünes Häkchensymbol für ja |                             |                             |                             |                             |                             |                             |                             |                             |                             |                             |                             |                             |                             |                             |                             |
| Krusty’s Fun House (1992)                   |                             |                             |                             |                             | Grünes Häkchensymbol für ja | Grünes Häkchensymbol für ja | Grünes Häkchensymbol für ja |                             |                             |                             | Grünes Häkchensymbol für ja | Grünes Häkchensymbol für ja | Grünes Häkchensymbol für ja |                             |                             |                             |                             |                             |                             |                             |                             |
| Bart vs. the World (1993)                   |                             |                             | Grünes Häkchensymbol für ja |                             | Grünes Häkchensymbol für ja | Grünes Häkchensymbol für ja |                             |                             |                             |                             | Grünes Häkchensymbol für ja |                             | Grünes Häkchensymbol für ja |                             |                             |                             |                             |                             |                             |                             |                             |
| Bart’s Nightmare (1993)                     |                             |                             |                             |                             |                             |                             | Grünes Häkchensymbol für ja |                             |                             |                             |                             | Grünes Häkchensymbol für ja |                             |                             |                             |                             |                             |                             |                             |                             |                             |
| Virtual Bart (1994)                         |                             |                             |                             |                             |                             |                             | Grünes Häkchensymbol für ja |                             |                             |                             |                             | Grünes Häkchensymbol für ja |                             |                             |                             |                             |                             |                             |                             |                             |                             |
| Miniature Golf Madness (1994)               |                             |                             |                             |                             | Grünes Häkchensymbol für ja |                             |                             |                             |                             |                             |                             |                             |                             |                             |                             |                             |                             |                             |                             |                             |                             |
| Bart and the Beanstalk (1994)               |                             |                             |                             |                             | Grünes Häkchensymbol für ja |                             |                             |                             |                             |                             |                             |                             |                             |                             |                             |                             |                             |                             |                             |                             |                             |
| Virtual Springfield (1997)                  | Grünes Häkchensymbol für ja |                             |                             |                             |                             |                             |                             |                             |                             |                             |                             |                             |                             |                             |                             |                             |                             |                             |                             |                             |                             |
| Simpsons Bowling (2000)                     |                             |                             |                             | Grünes Häkchensymbol für ja |                             |                             |                             |                             |                             |                             |                             |                             |                             |                             |                             |                             |                             |                             |                             |                             |                             |
| The Simpsons (2001)                         |                             |                             |                             |                             | Grünes Häkchensymbol für ja |                             |                             |                             |                             |                             |                             |                             |                             |                             |                             |                             |                             |                             |                             |                             |                             |
| Treehouse of Horror (2001)                  |                             |                             |                             |                             | Grünes Häkchensymbol für ja |                             |                             |                             |                             |                             |                             |                             |                             |                             |                             |                             |                             |                             |                             |                             |                             |
| Simpsons Wrestling (2001)                   |                             |                             |                             |                             |                             |                             |                             |                             |                             |                             |                             |                             |                             | Grünes Häkchensymbol für ja |                             |                             |                             |                             |                             |                             |                             |
| Simpsons Skateboarding (2002)               |                             |                             |                             |                             |                             |                             |                             |                             |                             |                             |                             |                             |                             |                             | Grünes Häkchensymbol für ja |                             |                             |                             |                             |                             |                             |
| Simpsons Road Rage (2003)                   |                             |                             |                             |                             | Grünes Häkchensymbol für ja |                             |                             | Grünes Häkchensymbol für ja |                             |                             |                             |                             |                             |                             | Grünes Häkchensymbol für ja |                             |                             | Grünes Häkchensymbol für ja |                             |                             |                             |
| The Simpsons Hit & Run (2003)               | Grünes Häkchensymbol für ja |                             |                             |                             |                             |                             |                             | Grünes Häkchensymbol für ja |                             |                             |                             |                             |                             |                             | Grünes Häkchensymbol für ja |                             |                             | Grünes Häkchensymbol für ja |                             |                             |                             |
| Die Simpsons – Das Spiel (2007)             |                             |                             |                             |                             |                             |                             |                             |                             | Grünes Häkchensymbol für ja | Grünes Häkchensymbol für ja |                             |                             |                             |                             | Grünes Häkchensymbol für ja | Grünes Häkchensymbol für ja | Grünes Häkchensymbol für ja |                             | Grünes Häkchensymbol für ja |                             |                             |
| The Simpsons Itchy and Scratchy Land (2008) |                             |                             |                             |                             |                             |                             |                             |                             |                             |                             |                             |                             |                             |                             |                             |                             |                             |                             |                             |                             | Grünes Häkchensymbol für ja |
| Die Simpsons Kernschmelze (2009)            |                             |                             |                             |                             |                             |                             |                             |                             |                             |                             |                             |                             |                             |                             |                             |                             |                             |                             |                             |                             | Grünes Häkchensymbol für ja |
| The Simpsons Arcade (2009)                  |                             |                             |                             |                             |                             |                             |                             |                             |                             |                             |                             |                             |                             |                             |                             |                             |                             |                             |                             |                             | Grünes Häkchensymbol für ja |
| Die Simpsons Springfield (2012)             |                             |                             |                             |                             |                             |                             |                             |                             |                             |                             |                             |                             |                             |                             |                             |                             |                             |                             |                             | Grünes Häkchensymbol für ja | Grünes Häkchensymbol für ja |

### Sammelkartenspiel
2001 kam im Dino Verlag das The-Simpsons-Sammelkartenspiel (STCG) heraus. Die Erfinder waren Sebastian Jakob und Michael Palm. Anfangs gab es ein Starter-Set (mit den Bart-&-Lisa-Decks) und drei Charakterdecks (Homer, Mr. Burns, Ned Flanders). Wie in jedem Sammelkartenspiel konnte man sich Booster kaufen, um sein Deck zu verbessern. Zu dieser Zeit gab es schon Planungen für das Krusty-Deck, das im Mai 2002 erschien. Oktober 2002 folgte das Halloween-Deck, mit den Figuren Kang und Kodos. Im Juni 2004 kam die wahrscheinlich letzte Erweiterung Extreme Sports heraus. Diese bestand nur aus Boostern.
Bis Dezember 2004 gab es einen Ligaapparat, der jedoch komplett zum Erliegen kam. Bisher gab es drei deutsche Meisterschaften.
2004 brachte Wizards of the Coast ebenfalls ein Sammelkartenspiel zum Thema Die Simpsons heraus. Anders als beim STCG gehören der Zielgruppe eher jüngere Spieler an.
Im Sommer 2005 wurden von Bongo Comics und Panini Simpsons-Sammelkarten herausgebracht. Sie wurden erstmals mit den Simpsons-Comics vertrieben.

### Flipperautomaten
Es gibt zwei verschiedene lizenzierte Modelle von Flipperautomaten zum Thema Die Simpsons – zum einen den bereits 1990 veröffentlichten The Simpsons von Data East, zum anderen den 2003 von Stern veröffentlichten The Simpsons Pinball Party.

### Applikation
Seit Februar 2012 wird von Electronic Arts die Smartphone- und Touchpad-Applikation The Simpsons: Tapped Out (deutsch: Die Simpsons: Springfield) als Anwendung bereitgestellt. Zunächst war die App nur für Geräte des Betriebssystems Apple iOS verfügbar, seit Januar 2013 jedoch auch für Android. Sowohl Zeichnungen als auch Dialoge aus dem Spiel stammen von den Schreibern der Serie.
Der Inhalt des Spiels ist sehr einfach konzipiert, orientiert sich aber an bekannten Handlungen aus den Serien. Durch Unachtsamkeit verursacht Homer Simpson zunächst eine Kernschmelze, die die gesamte Stadt zerstört. Die Aufgabe des Spielers ist es, die Stadt entsprechend der Geschichte einer vorgegebenen Storyline wiederaufzubauen. Figuren, Gebäude oder Dekorationen können mit dem während des Spiels verdienten Spielgeld freigeschaltet werden, zum Teil aber auch mit der Ingame-Währung Donuts, die wiederum für Echtgeld erworben werden kann. Einzig Straßen, Gehwege und Flüsse sind kostenlos. Bislang wurden fast 210 Figuren aus den Simpsons-Folgen freigeschaltet; viele erhalten zudem Kostüme mit eigenen Storylines. Jeder Charakter hat seine eigenen Aufgaben, die den Serien nachempfunden sind. Durch Erledigung dieser Aufgaben lässt sich zum einen Spielgeld erwerben, zum anderen auch Erfahrungspunkte (XP), die wiederum zum Level-Aufstieg verhelfen. Beides lässt sich auch durch die Errichtung von Gebäuden erwerben, darüber hinaus erhält man für jede besuchte Stadt täglich 25 XP.
Bis Juli 2015 sind 54 Level sowie in unregelmäßigen Abständen etwa 30 themenorientierte und zeitlich befristete Updates erschienen. Letztere umfassen einerseits reale Events wie Weihnachten oder den amerikanischen Unabhängigkeitstag, andererseits aber auch interne Ereignisse wie Treehouse of Horror oder Clash of Clones (Anspielung auf das Strategiespiel Clash of Clans).
In den themenorientierten Updates werden für einen befristeten Zeitraum Charaktere, Gebäude und Dekorationen bereitgestellt, die gegen Ingame-Währung erworben werden können. Darüber hinaus kann man durch Besuche der Städte von Freunden eine zeitlich befristet verfügbare „themenorientierte Währung“ erhalten (bisher u. a. Schlangeneier, Herzen oder Geschenkkarten) und auf diesem Wege Sonderpreise freischalten. Ab Ende 2013 gab es auch Gemeinschaftsprojekte, in denen alle aktiven Spieler weltweit zusammen eine bestimmte Anzahl dieser Spezialwährung sammeln mussten, um Charaktere oder Gebäude freizuhalten. Später etablierte sich auch, ein Event in Phasen mit verschiedenen Aktivitäten, Währungen und Preisen zu unterteilen.
Im September 2024 gab EA bekannt, dass die Weiterentwicklung des Spiels eingestellt wird. Neuinstallationen wurden nach dem 31. Oktober 2024 nicht mehr unterstützt. Bis zum 24. Januar 2025 war es möglich, das Spiel weiter zu nutzen. Danach wurden die Server abgeschaltet.

### Hörspiele
Anfang der 1990er Jahre erschienen in Deutschland insgesamt 15 Hörspielkassetten über das Label Karussell. Jede Kassette beinhaltete zwei Episoden der Zeichentrickserie als Hörspielversion, die aus der Originaltonspur zurechtgeschnitten und mit einem Sprecher versehen waren. Die Folgen erstreckten sich auf Staffel 1 und Staffel 2.

### Werbung

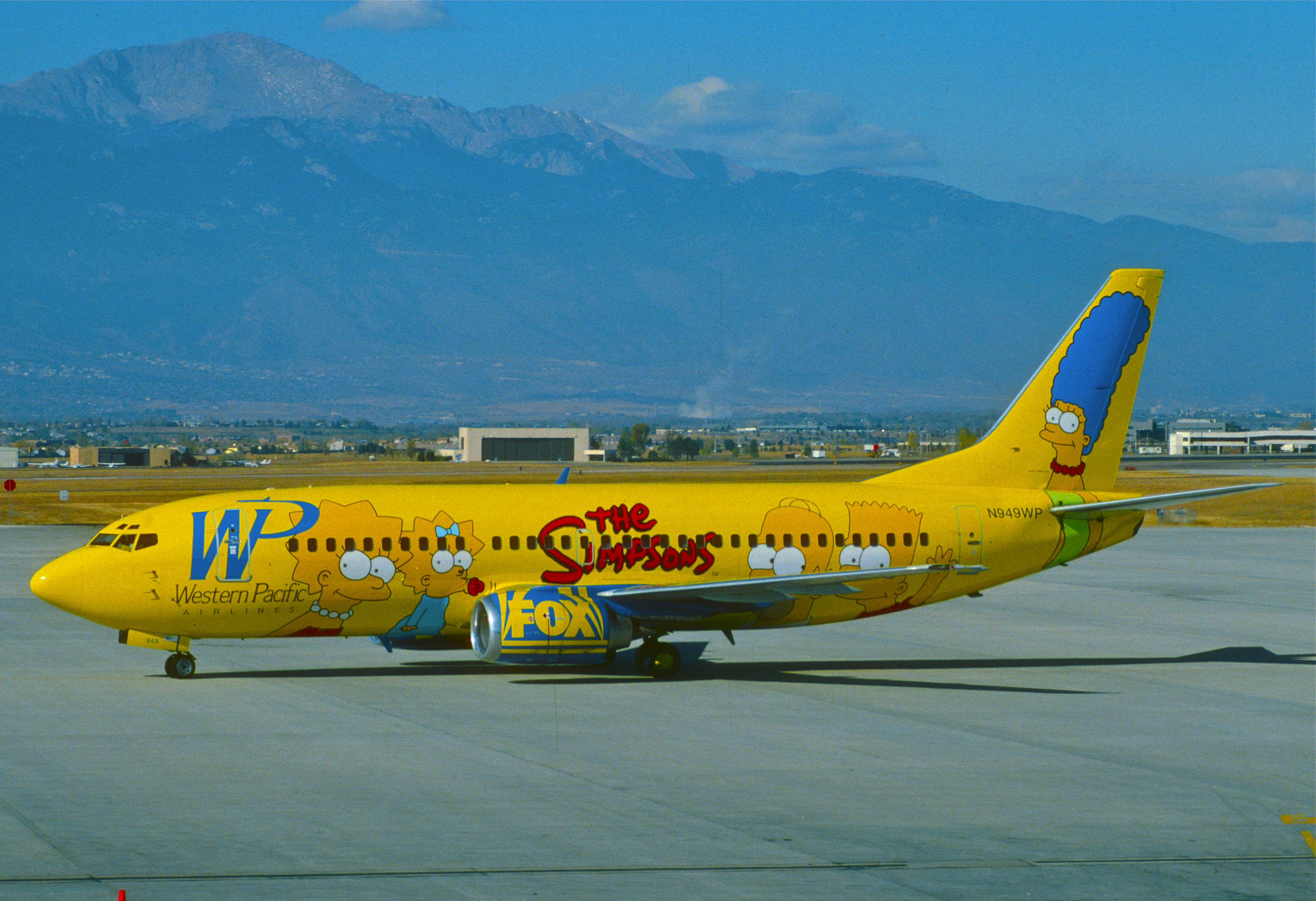
Ehemalige Simpsons-Lackierung einer Boeing 737-300 von Western Pacific Airlines (1995)

Mitte der 1990er Jahre war bei der US-amerikanischen Western Pacific Airlines eine Boeing 737-300 mit Simpsons-Lackierung im Einsatz. Nach der Insolvenz der Airline wurde das Flugzeug umlackiert.
Im Werbespot Nike Write The Future aus dem Jahr 2010 ist eine fünfsekündige Sequenz zu sehen, in der der Fußballer Cristiano Ronaldo am Haus der Simpsons klingelt und Homer, der die Tür öffnet, mit einem Ball tunnelt.

## Rezeption

### Quoten
Die Serie hat in den Vereinigten Staaten rückläufige Quoten zu verzeichnen. Die Rekordquote erzielte die erste Folge der zweiten Staffel, Der Musterschüler, mit 33,6 Millionen Zuschauern. Diese Folge wurde die bis dahin am höchsten bewertete und meistgesehene Sendung in der Geschichte des Senders Fox. Zur 29. Staffel lagen sie noch bei durchschnittlich 4 Millionen Zusehern, den Negativrekord hält die 17. Episode der 27. Staffel Ein Käfig voller Smithers mit 2,3 Millionen Zuschauern.
Auch in Deutschland lagen die Quoten der Erstausstrahlungen bei Pro Sieben zuletzt unter dem Senderschnitt.

### Kritiken

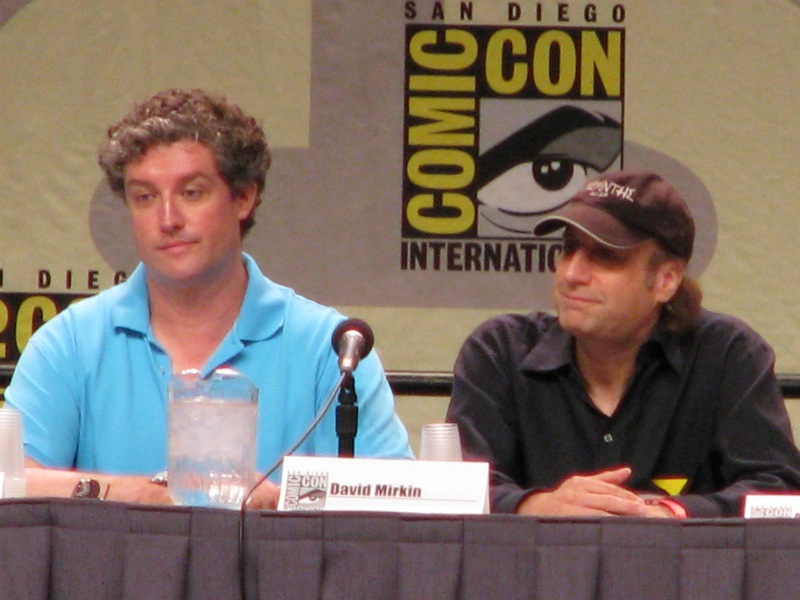
Al Jean (links, Produzent) und David Mirkin (ehemaliger Produzent)

Die Serie wurde von vielen Journalisten, Wissenschaftlern, Fernsehproduzenten positiv bis hervorragend bewertet und ist auch beim Publikum erfolgreich. Sie hat mehrere Fernsehpreise (→ Auszeichnungen) gewonnen, es gab allerdings auch einige Kontroversen zu den Simpsons.

#### Rezeption in den Vereinigten Staaten
Die ersten zehn Staffeln der Serie erhielten die besten Rezensionen, die jüngeren zuletzt eher durchschnittliche. Gelobt wurden die Simpsons für mehrere Aspekte, die zusammengenommen die Qualität der Sendung ausmachen: Vielfach Anerkennung fand die hintergründige kritische Kommentierung sozialer, politischer und gesellschaftlicher Phänomene durch die Simpsons. Kritik an Umweltzerstörung, dem Bildungssystem, den Medien, religiöser Doppelmoral oder patriarchalen Familienverhältnissen gehören zu wiederkehrenden gesellschaftskritischen Themen der Sendung. Typisch ist dabei, dass die Sendung hier nicht moralisierend vorgeht, sondern subversiv: durch überspitztes, satirisches Überzeichnen bestimmter Verhaltensweisen, beispielsweise dem sorglosen Umgang der Mitarbeiter des Kernkraftwerkes mit radioaktivem Material, werden Botschaften vermittelt. Die Figuren sind dabei, für einen Cartoon bis dahin ungewöhnlich, sehr menschlich und mehrdimensional angelegt, so dass über eine Identifikation mit ihnen auch eigenes Verhalten reflektiert werden kann. Gesellschaftskritik kann aber auch subtiler formuliert sein, wie in der Eingangssequenz, wo Maggie versehentlich über den Barcodeleser gezogen wird und der Preis $ 847.63 erscheint; der Betrag, den es statistisch kosten soll, ein Baby in den USA einen Monat lang großzuziehen. Diese verschiedenen Subtilitätsebenen des Humors machen es für den Zuschauer lohnend, genau aufzupassen, und ermöglichen es der Serie, verschiedenes Publikum anzusprechen. Weiterhin wird die Sendung für ihre vielfältigen popkulturellen Referenzen gelobt, eine Eigenschaft, die auch als Intertextualität bezeichnet werden kann. Weitere positiv bewertete Elemente sind das „Gedächtnis“ der Serie, das Zurückverweisen auf Ereignisse vergangener Episoden. Ebenso ist die Serie auch immer wieder selbstreferenziell, etwa wenn Homer äußert, dass Cartoons keinen tieferen Sinn hätten. Die Serie gilt als innovativ, da sie verschiedene Genres mischt, wie Drama, Mystery, Action, Liebesgeschichte und Musicals. Von der Grundstruktur kann sie dabei als eine Sitcom verstanden werden, die allerdings geschickt übliche Rollenverteilungen aufhebt, wie sie zum Beispiel in der Bill Cosby Show vorherrschen, mit der sie zu Beginn im amerikanischen Fernsehen konkurrierte.
Als die Simpsons in den 1990er immer beliebter wurden, gab es auch Kontroversen mit der älteren Generation. Schulleiter oder Schulbeamte verschiedener Schulen und Schuldiskrikte überall in den USA verboten T-Shirts mit Bart Simpson darauf. Insbesondere Sprüche wie „'Underachiever' and proud of it“ machten die Beamten nervös. Die Sprüche seien für Schulen nicht angemessen. Schüler wurden aufgefordert, die T-Shirts auf links gedreht zu tragen, sie zu überkleben oder die Eltern wurden aufgefordert, andere Kleidung vorbei zu bringen. William Bennett, im Jahr 1990 Direktor des Office of National Drug Control Policy, hatte sich abfällig über ein Simpsonsposter geäußert. Er meinte bei einem Besuch in einem Rehabilitationszentrum in Pittsburgh: „You guys aren't watching The Simpsons, are you? That's not going to help you any“ („Ihr schaut nicht Die Simpsons, oder? Das wird euch nicht weiterhelfen“). Der Direktor musste daraufhin zurückrudern und meinte, es sei nur als Witz gemeint gewesen.
Kritisiert wurde die Serie insbesondere auch von konservativer Seite für das von ihr repräsentierte Familienmodell. Anders als in sonstigen Familienserien, wo die Probleme am Ende durch weisen elterlichen Rat gelöst werden (zum Beispiel Vater ist der Beste), tauge die Familie nicht als Vorbild. Die Figur des Bart Simpson wurde von Lehrern wegen seiner Haltung „underachiever and proud of it“ (etwa: „leistungsschwach und stolz darauf“) kritisiert. Der republikanische Politiker Joseph R. Pitts machte die Figur des Homer Simpson für den Niedergang der amerikanischen Vaterrolle mitverantwortlich. US-Präsident George Bush mahnte 1992, die amerikanische Nation solle „mehr wie die Waltons und weniger wie die Simpsons“ sein. Die Atomkraftindustrie kritisierte die Serie für die Darstellung der Kernkraftwerke. Zudem wurde kritisiert, dass die Familie ohne Gurt Auto fährt. Dies wurde inzwischen jedoch geändert.
Da die Serie einen ganzen sozialen Mikrokosmos reproduziert, wurde auch vorgeschlagen, sie als Lehrmittel in der Soziologie oder der Politischen Theorie einzusetzen. Auch philosophische und psychologische Fragen werden anhand der Simpsons reflektiert und erklärt. Aufgrund der oftmals sehr subtilen Verwendung naturwissenschaftlicher Witze führte das Nature Magazine 2007 ein Interview mit Executive Producer Al Jean.
Seit 2007 wurden Rassismusvorwürfe gegen die Serie erhoben, insbesondere wird die Darstellung des Inders Apu, vor allem sein (von einem Weißen gesprochener) markanter Akzent, als stereotyp wahrgenommen. Der indischstämmige Comedian Hari Kondabolu thematisierte dies 2017 in seinem Dokumentarfilm The Problem with Apu.

#### Rezeption im deutschen Sprachraum
Der Journalist Tim Schleider schrieb 1993 über die Serie: „Die Serie ist eine mitunter bösartige, hoch zynische Abrechnung mit dem ‚American Way of Life‘ und den Idealen des ‚American Dream‘. Viele Folgen stecken voller Anspielungen und sind gespickt mit Seitenhieben auf die US-amerikanische Alltagskultur. Und Groening nimmt sie alle aufs Korn – Fitness-Gurus, religiöse Eiferer, Waffennarren, Konsumverrückte, Fernsehjunkies, Fast-Food-Opfer, Fortschrittsgläubige, Spießer, Radikalfeministinnen und dergleichen mehr. Für Kinder nur bedingt empfehlenswert, für Amerika-Fans ein Muß!“

#### Jugendschutz, Zensur und Verbote
In Deutschland strahlte man bis 2001 einige Episoden, unter anderem die Treehouse-of-Horror-Episoden, aus Jugendschutzgründen inhaltlich zensiert oder nur nachts aus. Mittlerweile laufen auch diese Folgen ungeschnitten am Vorabend.
Der russische Anwalt Igor Smykow klagte vor Gericht gegen den russischen Sender Ren TV wegen der Ausstrahlung der Simpsons mit der Begründung, die Serie verderbe seine Kinder sittlich, und verlangte vergeblich Entschädigung. Die nationalistisch-populistische russische Partei LDPR hat vergeblich versucht, die Sendung vom Kulturministerium verbieten zu lassen. Im Jahr 2008 kam es erneut zu einem gescheiterten Versuch, verschiedene Serien aus dem Kanal 2x2, darunter auch die Simpsons, zu verbannen.
In der Folge Am Anfang war die Schreiraupe, die vom Schweizer Fernsehsender SRF zwei im Vorabendprogramm gezeigt wurde, war im Handlungsverlauf ein vorgetäuschter Einbruch und Mord zu sehen. Homer Simpson wurde als vermeintlicher Täter zum Tode verurteilt. Die Vorbereitungen zur Hinrichtung auf dem elektrischen Stuhl, durch Anbringen der Elektroden an Homers Kopf, wurde vor den Augen seiner Kinder vorgenommen. Eine Zuschauerin hatte den Sender daraufhin mündlich aufgefordert, die Sendung einzustellen oder auf einen späteren Zeitpunkt zu verschieben. Erst nach Hinzuziehung eines Ombudsmanns lenkte der Sender ein. Die Sendung wird seitdem mit einem Warnhinweis für Minderjährige ausgestrahlt.
Im Iran wurde die Serie im Februar 2012 verboten. In Ecuador und Venezuela wurde die Ausstrahlung mit der Begründung des Jugendschutzes eingeschränkt.
Da in der Halloween-Episode Spider-Killer-Avatar-Man der Teufel Gott befiehlt, ihm einen Kaffee zu kochen, löste dies in der Türkei Empörung aus. Der türkische Sender CNBC-e musste wegen der Folge aufgrund von Blasphemie eine Geldstrafe von 23.000 Euro zahlen.

## Kino- und Kurzfilme
2004 wurde von den Produzenten der Simpsons ein Kinofilm angekündigt. Als Termin wurde zunächst Sommer 2008 genannt und von 20th Century Fox am 6. Juni 2005 bestätigt. Ende März 2006 überraschte 20th Century Fox aber die Simpsons-Fans, als vor dem Kinofilm Ice Age 2 – Jetzt taut’s ein 25-sekündiger Teaser gezeigt wurde, in dem The Simpsons Movie für den 27. Juli 2007 angekündigt wurde. In der Zwischenzeit waren insgesamt vier Trailer hinzugekommen. Am 19. März 2007 lief eine längere Vorschau während eines Simpsons-Marathons auf ProSieben. Erscheinungsdatum des Films in Deutschland war der 26. Juli 2007, zwei Tage davor lief die Vorpremiere in Zürich.
Im Jahr 2012 erschien der Kurzfilm Der längste Kita-Tag als Vorfilm zu Ice Age 4 – Voll verschoben.
Ein weiterer Kino-Kurzfilm erschien 2020 unter dem Namen Spiel mit dem Schicksal als Vorfilm zu Onward: Keine halben Sachen.
Weitere Kurzfilme erschienen exklusiv auf Disney+: Das Erwachen der Macht aus ihrem Nickerchen (2021), Bart und Loki: Zwei glorreiche Halunken (2021), Die Simpsons feiern Plusiläum (2021), Billie trifft Lisa (2022), Willkommen im Club (2022) und Feliz Navidad (2022).

## Referenzen anDie Simpsons

### Das reale Simpsons-Haus
1997 wurde als gemeinsamer Marketing-Gag von FOX und Pepsi das Haus der Simpsons real nachgebaut und im Zuge eines Gewinnspiels, bei dem man in verschiedenen Pepsi-Produkten enthaltene Gewinnscheine einsenden musste, verlost. Das Haus wurde dem Original aus der Serie möglichst detailgetreu nachempfunden, inklusive der Wandfarben und der Einrichtung, lediglich der Maßstab wurde kleiner gewählt, ausgehend von der Gleichsetzung der Größe Homers mit der eines durchschnittlichen Erwachsenen. Mittlerweile wurde das Haus aber neu gestrichen und fungiert nicht mehr als Touristenattraktion.

### Freizeitpark
Der Simpsons Ride ist eine IMAX-Simulatorfahrt und wurde in den Freizeitparks Universal Studios Florida am 15. Mai 2008 und Universal Studios Hollywood am 19. Mai 2008 offiziell eröffnet. In beiden Fällen ersetzt The Simpsons Ride die über 15 Jahre alte Simulatorfahrt Back To The Future: The Ride (Zurück in die Zukunft), die mit Hilfe hydraulisch bewegter Wagen und einem IMAX-Rundkino die Besucher empfing. Die neue Simpsons-Fahrt zeigt im Gegensatz zu der alten Attraktion eine moderne computergenerierte 3D-Animation, deren Wagen durch neue hydraulische Antriebe eine deutliche Verbesserung darstellen. Die Fahrt selbst dauert etwa sechs Minuten.
Die Besucher werden in der Warteschlange der Attraktion in einen fiktiven Zeichentrick-Freizeitpark namens Krustyland eingeführt, der von Krusty, dem Clown, errichtet worden sein soll. Die Vorzüge des Freizeitparks werden auf typischer Simpsons-Art ironisch den Besuchern der Attraktion, die ja selbst in einem Freizeitpark sind, dargelegt. In der Warteschlange wird auch ein Cameo von Doc Brown aus Zurück in die Zukunft in Gedenken an die ersetzte Attraktion gezeigt.
Die eigentliche Fahrt wird von Krusty vor Betreten der Pre-Show auf Monitoren als Superachterbahn namens Thrilltacular vorgestellt. Neben den Besuchern möchte auch die Simpsons-Familie mitfahren. In der Pre-Show, die auf Monitoren vor dem Betreten der eigentlichen Fahrt gezeigt wird, wird den Besuchern von Krusty mitgeteilt, dass Personen mit körperlichen Beschwerden und unter einer Mindestgröße nicht mitfahren dürfen. Somit bleiben Grandpa Simpson und die kleine Maggie zurück, während sich der Rest der Simpsons-Familie auf das Einsteigen vorbereitet. Währenddessen tritt Tingeltangel-Bob auf, der aus dem Gefängnis ausgebrochen ist. Er will Rache an Krusty nehmen und manipuliert die Fahrt Thrilltacular. Nach einem weiteren Sicherheitsvideo – diesmal präsentiert von Itchy und Scratchy – dürfen die Besucher in einen von 24 Wagen mit zwei Reihen à vier Sitzen einsteigen, danach beginnt die Thrilltacular-Fahrt. Abschluss der Fahrt ist wiederum eine selbstironische Anspielung auf die (Un-)Sitte, dass der Ausgang aller Freizeitparkattraktionen durch ein Geschäft führt (Each ride must end in a gift shop).
Die Fahrt zeigt mehr als 24 Figuren aus der Fernsehsendung. Die Synchronisation der Figuren erfolgt in allen Fällen durch die originalen amerikanischen Sprecher. Im Ausgangsbereich befindet sich ein Shop, der dem Kwik-E-Mart nachempfunden ist. Hier werden vor allem Simpsons-Merchandise-Produkte angeboten.
Im August 2013 wurde ebenfalls im Universal Orlando Resort ein Nachbau der Stadt Springfield eröffnet. Der Straßenzug wurde um The Simpsons Ride herum gebaut.

### Briefmarken
Zum 20. Geburtstag der Sendung entwarf der United States Postal Service eine Serie mit fünf 44-Cent-Briefmarken, die jeweils Homer, Marge, Bart, Lisa und Maggie als Motiv aufwiesen. Es wurden etwa eine Milliarde der von Matt Groening entworfenen Postwertzeichen gedruckt. Erstausgabetag war der 7. Mai 2009. Die Simpsons war damit die erste noch in Produktion befindliche Fernsehserie, der diese Ehre zuteilwurde. Der Verkauf der Briefmarken lief nicht so erfolgreich wie prognostiziert: Es wurden nur knapp 318 Millionen Marken verkauft; der Rest musste vernichtet werden, als die Briefmarken ungültig wurden.
Darüber hinaus gab es noch weitere Briefmarken der Simpsons im Ausland. Diese wurden meist illegal gedruckt, unter anderem in Mauretanien, Kirgisistan und der Demokratischen Republik Kongo.

### Marge Simpson im Playboy
In der am 16. Oktober 2009 erschienenen Novemberausgabe des US-Playboys ist Marge Simpson in einem dreiseitigen Beitrag in Dessous zu sehen. Ebenso ziert sie das Titelbild sowie den zweiseitigen Ausfalter in der Mitte der Zeitschrift. Die Abonnenten des Magazins erhielten eine Ausgabe mit einem „normalen“ Model.

### Musik
Die Alternativ-Rockband Bloodhound Gang komponierte einen Song namens Ralph Wiggum, der Bestandteil des Albums Hefty Fine aus dem Jahr 2005 ist. Die amerikanische Metalcore-Band Evergreen Terrace benannte sich nach der fiktiven Straße, in der die Familie Simpson wohnt. Von 2015 bis 2022 existierte eine Metal-Band namens Okilly Dokilly aus Phoenix, Arizona, deren Schaffen sich auf die Zeichentrickserie bezieht und deren Bandmitglieder alle kostümiert sind im Kleidungsstil der Figur Ned Flanders, des streng christlichen Nachbarn der Familie Simpson (grüner Pullover mit Hemd darunter, Brille und Schnurrbart).

### Film
Die Simpsons werden vielfach in anderen Filmproduktionen referenziert:
Unter anderem in 24 Stunden Angst (Minute 9), Beziehungsweise New York (Minute 41), DUFF – Hast du keine, bist du eine (Minute 10), Flubber (Minute 13), Stirb Langsam 2 (Minute 75), The Beach (Minute 3) laufen Die Simpsons im Fernsehen bzw. sind auf Bildschirmen zu sehen.
In Basic Instinct ist gleich zu Beginn des Films ein Bart-Simpson-Schlüsselanhänger zu sehen, in Fickende Fische befinden sich Homer-Figuren im Kinderzimmer der weiblichen Hauptrolle. In Im Dutzend billiger werden Lunchboxen mit Die Simpsons-Motiven verwendet.
In der Komödie Wir sind die Millers (2013) beschimpft Protagonist David Clark einen Wohnmobilfahrer als „realen Flanders“.
In Anlehnung an Homer Simpson werden in der Horrorkomödie Zombieland: Doppelt hält besser (2019) geistig unterbelichtete Zombies als Homer bezeichnet.

## Auszeichnungen

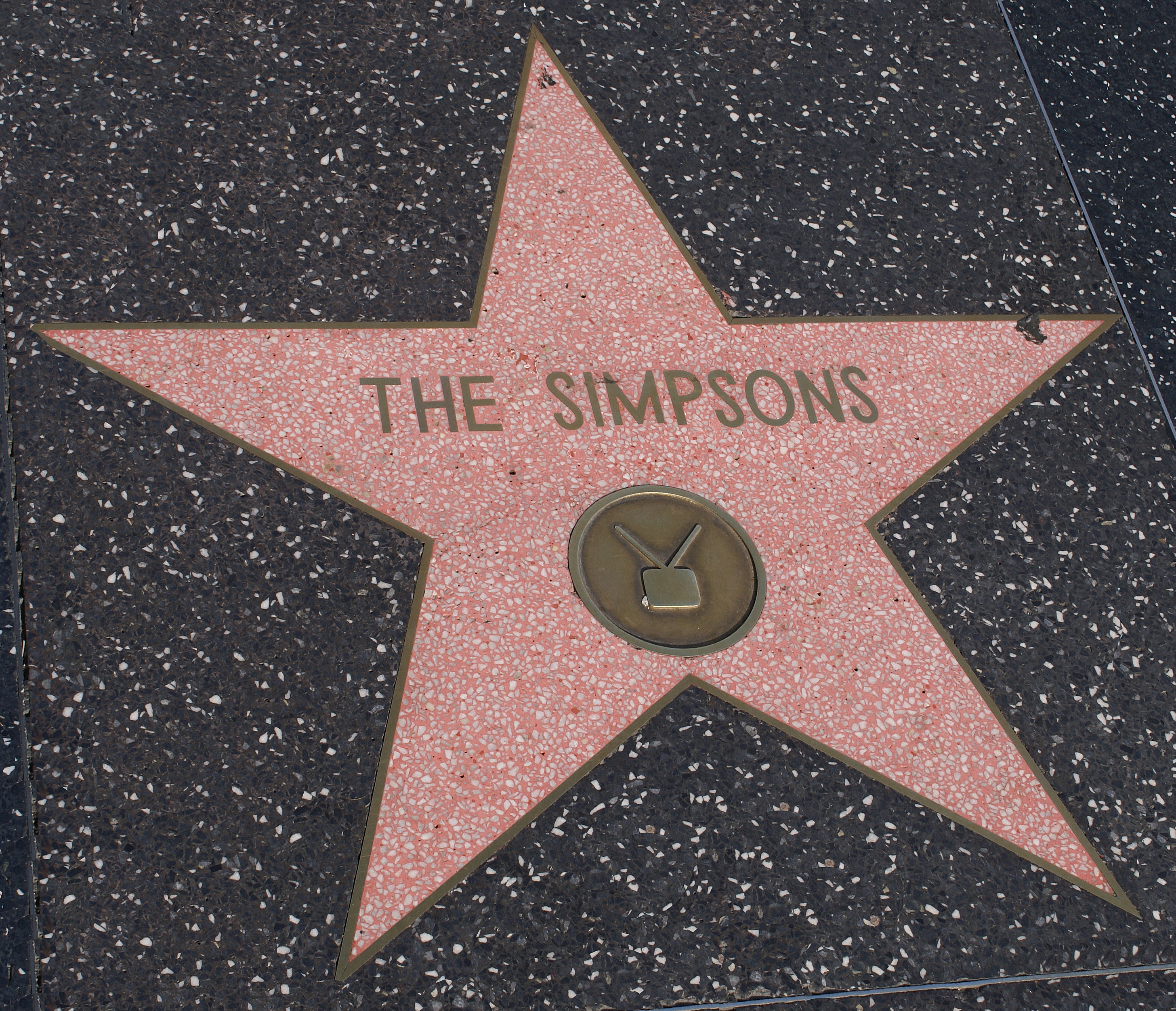
Hollywood-Walk-of-Fame-Stern

Die Serie Die Simpsons erhielt zahlreiche Auszeichnungen, so wurde sie z. B. am 14. Januar 2000 mit einem Stern auf dem Hollywood Walk of Fame geehrt.
- 30× Annie Award (2× 1992, 1993, 1994, 2× 1995, 1996, 4× 1997, 3× 1998, 2× 1999, 2× 2000, 2001, 2003, 4× 2004, 2007, 2× 2008, 2010, 3× 2012)
- 28× Emmy (1990, 1991, 6× 1992, 1993, 1995, 2× 1997, 3× 1998, 2000, 2× 2001, 2× 2003, 2004, 2× 2006, 2008, 2009, 2× 2010[148] 2013)
- 10× WGA Award – TV (2004–2010, 2012–2014) + 1× Paul Selvin Honorary Award (2005)
- 7× ASCAP Award (1995, 1996, 2001, 2002, 2003, 2004, 2013)
- 7× TP de Oro (2002–2005, 2008, 2010, 2011)
- 4× Genesis Award (1993, 1994, 1995, 1996)
- 3× EMA Award (1991, 1994, 1996)
- 3× WAC Winner (1997, 2× 1998)
- 3× BMI Film & TV Awards (1996, 1998, 2003)
- 3× British Comedy Award (2000, 2004, 2005)
- 2× TCA Award (1990, 2002)
- 2× Kids Choice Award (1991, 2002)
- 1× Saturn Award (1993)
- 1× E Pluribus Unum Award (1996)
- 1× Peabody Award (1997)
- 1× GLAAD Media Awards (1998)
- 1× Golden Reel Award (1998)
- 1× Golden Eagle Award (2000)
- 1× American Comedy Award (2001)
- 1× Internationaler Monitor Award (1995)
- 1× Blimp Award (2002)
- 1× National Music Award (2002)

### Die Simpsons-Bibliothek der Weisheiten
(alle Matt Groening)
- Das Homer Buch, 2005, ISBN 3-8332-1315-9
- Das Bart Buch, 2005, ISBN 3-8332-1314-0
- Das Lisa Buch, 2007, ISBN 978-3-86607-387-6
- Das Krusty Buch, 2007, ISBN 978-3-86607-386-9
- Das Ralph Wiggum Buch, 2008, ISBN 978-3-86607-561-0
- Comic-Typs Buch der Popkultur, 2008, ISBN 978-3-86607-614-3
- Flander’s Buch des Glaubens, 2009, ISBN 978-3-86607-717-1
- Das Moe Buch, 2010, ISBN 978-3-86607-962-5
- Das Marge Buch, 2010, ISBN 978-3-86607-961-8
- Chief Wiggums Buch von Schuld und Sühne, 2011, ISBN 978-3-86201-165-0